# Maison de Rohan
Pour les articles homonymes, voir Rohan et Familles de Rohan.
 (octobre 2020).
Améliorez-le ou discutez des points à vérifier. 
La Maison de Rohan est une famille subsistante de la noblesse française, originaire de Bretagne, où elle tient son nom de la terre de Rohan, dans le Morbihan. Elle est issue en ligne agnatique des vicomtes de Porhoët, dont la filiation suivie remonte à 1028. Elle fut au Moyen Âge l'une des familles les plus puissantes du duché de Bretagne. Elle a formé plusieurs branches dont seule subsiste la branche de Rohan-Rochefort, ducs de Montbazon, ducs de Bouillon et princes autrichiens de Rohan, établie au début du XIXe siècle en Autriche,.
À la suite de son alliance en 1645 avec Marguerite de Rohan, fille unique d'Henri II de Rohan, premier duc de Rohan (mort en 1638 sans postérité mâle), Henri Chabot, descendant de la branche aînée de la famille (de) Chabot, originaire du Poitou, fut créé duc de Rohan en 1648 et autorisé à substituer à son nom celui de Rohan-Chabot, donnant ainsi naissance à la famille de Rohan-Chabot,.

## Anthroponymie
La maison de Rohan tire son nom du breton Roc'han (« petit rocher »), nom du lieu sur le site de Castel-Noec (aujourd'hui Castennec) en Bieuzy où le Blavet forme un méandre autour d'un promontoire rocheux. L'éperon, orienté N-S et long de 900 m, culmine à 75 m, soit 40 m au-dessus du fleuve. Bénéficiant de cette situation favorable, il a alors connu une permanence de l'habitat depuis le second âge du Fer jusqu'à la période médiévale. Ce qui explique qu'y soit édifié entre 1120 et 1128, le château de Castennec par Alain, vicomte de Castelnoec qui prend dès lors le nom de Rohan et devient Alain Ier de Rohan, donnant son nom à la ville de Rohan qu'il fonde en 1127.

## Origines
La Maison de Rohan prétendait remonter aux premiers rois de Bretagne, allant jusqu'à se proclamer les descendants du roi légendaire Conan Mériadec. Une autre figure de légitimation est Mériadec de Vannes, saint du VIIe siècle dont se réclamaient les ducs de Rohan.
Le premier ancêtre connu avec certitude des vicomtes de Porhoët/Rohan est, à la fin du Xe siècle, un certain Guéthénoc. S'il n'a jamais été vicomte de Rennes comme le laissent supposer de faux actes rédigés par les moines de l'abbaye Saint-Sauveur de Redon, il est peut-être lié à l'aristocratie de la région ligérienne, ou pourrait aussi être issu d'un lignage breton possessionné autour de Josselin, où il construit un château.
Le fils de Guéthénoc de Porhoët, Josselin Ier, vicomte de Porhoët († 1074) sous le duc Alain III, participe à la bataille d'Hastings et à la conquête de l'Angleterre de Guillaume le Conquérant. Il reçoit des terres dans le Bedfordshire, le Buckinghamshire et le Gloucestershire, et la ville de Caerwent. Il est le père de Mainguy, évêque de Vannes, de Eudon Ier, vicomte de Porhoët (de Rohan et de Guéméné) († après 1092), marié à Anne de Léon, dont il a Geoffroy, qui continue la branche aînée des vicomtes de Porhoët, bientôt éteinte.
Le premier vicomte de Rohan est le troisième fils d'Eudon 1er de Porhoët, Alain Ier le Noir (1084-1147), vicomte de Rohan et de Castelnoec [ Castennec ], trouvé en 1127, qui construit le château de Rohan et fonde un nouveau lignage, la maison de Rohan.
Au XIIe siècle, les Rohan sont dits vicomtes de Porhoët, et reprennent ainsi le nom de l'ancien pagus carolingien où se trouve le centre de leur seigneurie châtelaine de Josselin.

## Histoire

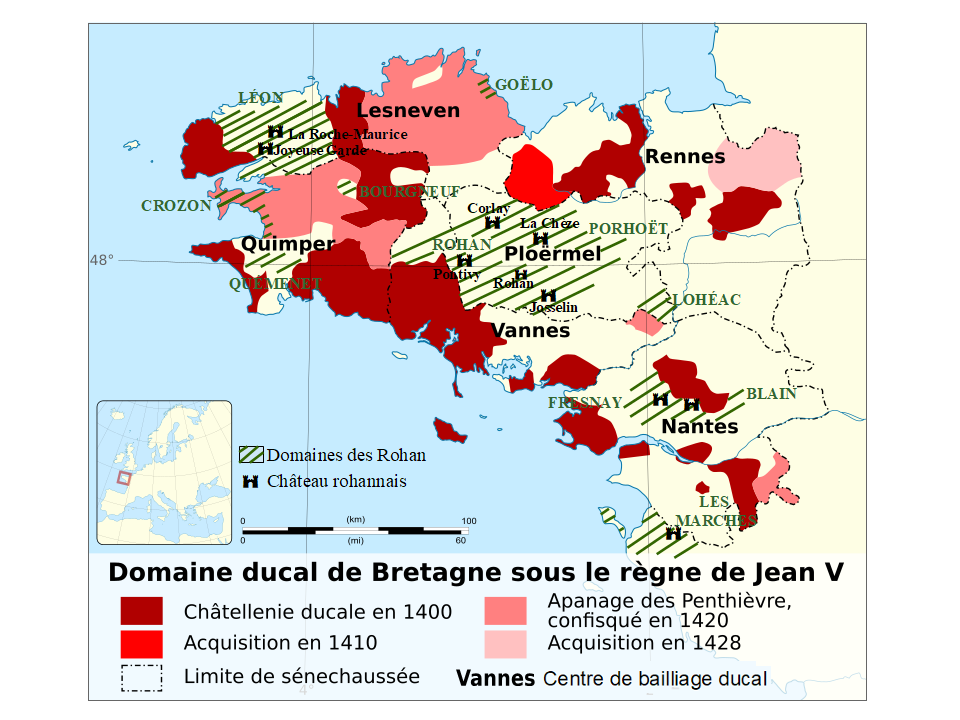
La carte de la Bretagne, avec en hachuré vert les possessions et l'implantation castrale des Rohan (XVe siècle) qui, bercés dans l'ambiance du mythe de leurs origines, ont toujours nourri l'espoir d'accéder au trône de Bretagne en cas de vacance de la couronne.

Du XIIe siècle au XVe siècle, les Rohan n'ont de cesse de consolider et d'élargir leur assise territoriale, par alliances, acquisitions, héritage, legs, échanges. Ils rivalisent ainsi durant tout le Moyen Âge avec les ducs de Bretagne, au gré de leurs intérêts ; tantôt assurant avec loyauté les plus hautes charges du duché, tantôt en rébellion comme Jean II de Rohan, dans les dernières années de l’indépendance bretonne. Le « grand vicomte » contrôle, au faîte de sa puissance, près de 200 000 Bretons sur près d'un cinquième du territoire breton. Le cœur du comté de Rohan est constitué du triangle rohannais (trois grandes forteresses La Chèze, Josselin et Pontivy) qui a pour centre le village de Rohan, le fief nominal de la famille dont le château est délaissé au profit des trois autres.
Leurs domaines sont soumis à des lois coutumières, appelées « usement de Rohan ». La vicomté de Rohan se dote en 1280 de cette juridiction qui régit les affaires civiles et juridiques, et dont une large part est dédiée au domaine congéable ou « bail à convenant ».
Aux immenses fiefs des Rohan et des Rieux, qui coupent en écharpe la péninsule armoricaine en deux parties égales, les ducs bretons répliquent en verrouillant l'accès aux côtes et en les bloquant à l'est par les forteresses de la Marche de Bretagne, dont les places fortes sont essentiellement Rennes et Nantes.
Le prestige de la famille s'accroit définitivement en 1377 à la suite du mariage royal de Jean Ier de Rohan avec
Jeanne de Navarre, sœur du roi Charles II.
Les Rohan, impopulaires dans un environnement très bretonnant (en breton, les porcs sont surnommés "Rohan" ou "Mab Rohan" ("Fils de Rohan") en représailles contre cette grande famille aristocratique, à cette époque rangée du côté des Français), sont neutralisés pour un temps du moins, et ne sortent de l'ombre qu'avec l'appui direct de l'armée française lors de la campagne de 1487 de la guerre de Bretagne qui est marquée par les divisions intestines des barons de Bretagne (Rohan, Rieux, Laval…) et leurs changements de camp incessants. Durant l'hiver, Jean II est encerclé par les troupes ducales : ses places de La Chèze, Josselin, Rohan et Pontivy tombent l'une après l'autre en mars 1488. Le vicomte lorgne toujours la couronne ducale pour son fils mais échoue. En 1491, le mariage entre Anne de Bretagne et Charles VIII amorce le rattachement du duché à la couronne de France, union qui est définitivement entérinée en 1532.
« Deux tournants rythment l’histoire de la famille au XVIe siècle : l’extinction de la branche aînée, dont les filles sont mariées aux héritiers des branches cadettes de Gié et Guéméné, et la conversion au protestantisme d’une partie de la famille, conséquence de leur alliance avec les d’Albret. Les Guéméné, restés catholiques, sont récompensés de leur fidélité à Henri III et leur terre devient une principauté en 1570 avant qu’ils ne prennent le titre de duc de Montbazon en 1588. L’avènement d’Henri IV fait la prospérité des Rohan-Gié. En 1603, la vicomté de Rohan est érigée en duché-pairie et le nouveau duc épouse Marguerite de Béthune-Sully, fille unique du ministre. Néanmoins, la reprise des guerres de Religion annonce la disgrâce des ducs de Rohan. En 1629, les biens du duc sont placés sous séquestre et le duc, interdit de séjour en Bretagne, s’exile. Son unique héritière, Marguerite épouse en 1645 Henri de Chabot, un lointain cousin catholique, un cadet issu d’une branche cadette du Poitou. Vue par les Rohan comme une mésalliance et une trahison, l’union est un acte politique voulu par le pouvoir royal afin d’éviter l’avènement d’un nouveau duc protestant ».
« Le XVIIe siècle marque le retour des Rohan dans la sphère catholique et dans les réseaux curiaux. La famille est alors divisée en deux branches : les Rohan-Chabot et les Rohan-Rohan eux-mêmes subdivisés entre les Rohan-Guéméné, ducs de Montbazon, et les Rohan-Soubise dont la terre est érigée en principauté en 1667 puis en duché-pairie sous le nom de Rohan-Rohan en 1714. À la fin du XVIIe siècle, les Rohan sont influents à la cour grâce à leurs alliances avec les Luynes, les Ventadour, les Colbert et la maison de Lorraine ».
En 1680 le duché de Rohan se compose de 6 châtellenies (Pontivy, Rohan, La Chèze, Loudéac, La Trinité, Gouarec) et s'étend sur 69 paroisses, dont une quarantaine en totalité ; son fief comprenait 257 manoirs nobles, dont ceux de Carcado et de Camors.
Au XVIIIe siècle, les Rohan-Rohan qui veulent garder leur prééminence sur les autres branches, « intentent un procès retentissant aux Rohan-Chabot. Au cours du siècle, les écarts se creusent entre les deux branches. Les Rohan-Rohan poursuivent leur ascension en obtenant la qualité de princes étrangers en 1758 et les plus grandes charges à la cour, dans l’armée ou dans l’Église. Ils se succèdent comme princes-évêques de Strasbourg et affirment leur pouvoir dans la pierre avec le palais épiscopal construit par Robert de Cotte entre 1732 et 1742 ou le château de Saverne. La fin du XVIIIe siècle est cependant difficile avec la faillite des Guéméné (1782) et l’Affaire du collier de la reine (1785). À la Restauration, échouant à récupérer l’héritage du prince de Condé (fils de Charlotte de Rohan), les Rohan-Rohan quittent la France et s’installent en Autriche où leur dernier représentant vit encore aujourd’hui ». Les Rohan-Chabot demeurent, eux, « à la marge du pouvoir », préférant renforcer leur influence en Bretagne.
Sous la Restauration, l'héritage du prince de Condé (fils de Charlotte de Rohan) n'ayant pu être récupéré, les Rohan-Rohan quittent la France, entrent au service de l'empereur d'Autriche et s'installent ensuite sur le territoire de la Bohême, au sein de l'empire autrichien. Ils y achètent le château de Sychrov, qu'ils font considérablement agrandir et reconstruire au XIXe siècle. Certains membres de cette branche sont rentrés en France au début du XIXe siècle, d'autres sont restés dans l'Empire autrichien.
La branche restée en République tchèque a prospéré, construisant par exemple le palais Rohan au centre de Prague. En 1834 puis en 1835, Charles X, roi de France en exil, visita le château de Sychrov. Le château ayant été utilisé par l'armée allemande pendant la Seconde Guerre mondiale, il a été confisqué à la famille par l'État tchécoslovaque après 1945 sur la base des décrets Benes.
La dernière descendante vivante de cette branche tchèque est Margareta Rohanová, épouse Kottulinská. Après 1989, elle a assuré la promotion du château de Sychrov et son association a été active en Allemagne, en France et au Royaume-Uni,.
« Avec la Révolution et la Restauration, les Rohan se partagent en deux tendances politiques : ultraroyaliste pour les Rohan-Chabot ; orléaniste pour la branche cadette des comtes de Jarnac. Le second XIXe siècle annonce leur retour sur un domaine passablement amoindri depuis la Révolution et les difficultés financières (800 000 ha en 1789 et 40 ha en 1815). La réinstallation à Josselin et sa restauration à partir des années 1860 atteste du « réancrage des Rohan en Bretagne » où ils se lancent dans la vie politique. Alain de Rohan, député royaliste et catholique du Morbihan pendant 38 ans et maire de Josselin de 1882 à 1914, poursuit les travaux à Josselin… La mort d’Alain de Rohan en 1914 et de son fils Josselin en 1916 interrompent cette époque fastueuse et la famille doit faire face « aux défis contemporains » ce qui passe par l’entrée dans le monde du travail et l’ouverture du château au public. C’est aussi une rupture sur le plan politique car il faut attendre les années 1960 pour que les Rohan s’engagent dans le camp gaulliste. Josselin de Rohan devient une figure politique locale indétrônable : il est maire de Josselin (1965-2000), conseiller régional (1982-1998), président de la région Bretagne (1998-2004) et sénateur (1983-2011) ».

## Arbre généalogique de la Maison de Rohan
```
 
Maison de Rohan
 (issue d'
Alain
, 
1
er
 
vicomte de Rohan
 dans les années 1120, fils puîné d'
Eudon
 
de Porhoët
 ; son frère aîné 
Geoffroi
 continue la maison de Porhoët, dont un rameau cadet forme 
la branche des 
barons Zouche
)
     │    
     │    
     │        
     │─────────────────> 
 branche aînée de Rohan (†), jusqu'à la 
vicomtesse
 
Anne de Rohan (1485-1529
), épouse en  
     │              │                                    1515 de 
Pierre II de Rohan-Gié

     │              ├──> 
 
branche de Rohan-Guéméné
 (†)
     │              │         │    │    │
     │              │         │    │    └──> 
 
branche de Rohan-Rochefort

     │              │         │    │
     │              │         │    └──> 
 
branche de Rohan-Soubise
 (†)
     │              │         │
     │              │         └──> 
 
branche de Rohan-Gié
 (†), jusqu'à 
Henri II
 (
duc de Rohan
 en 1603) et sa
     │              │                   │                        fille 
Marguerite
, mariée à 
Henri Chabot
 en 1645
     │              │                   └──> 
  
maison de Rohan-Chabot
 (issue des Rohan en ligne féminine)
     │              │                            
     │              └──> 
 
branche de Rohan-Gué-de-l'Isle
 (†)
     │                        │
     │                        └──> 
 
branche de Rohan-Polduc
 (†)
     │
     └──> 
 
branche de Rohan-Montauban
 (†)
```

Pour le détail des branches de l'arbre, voir ci-après.

## Les différentes branches de la maison de Rohan

### Branche de Rohan-Guémené

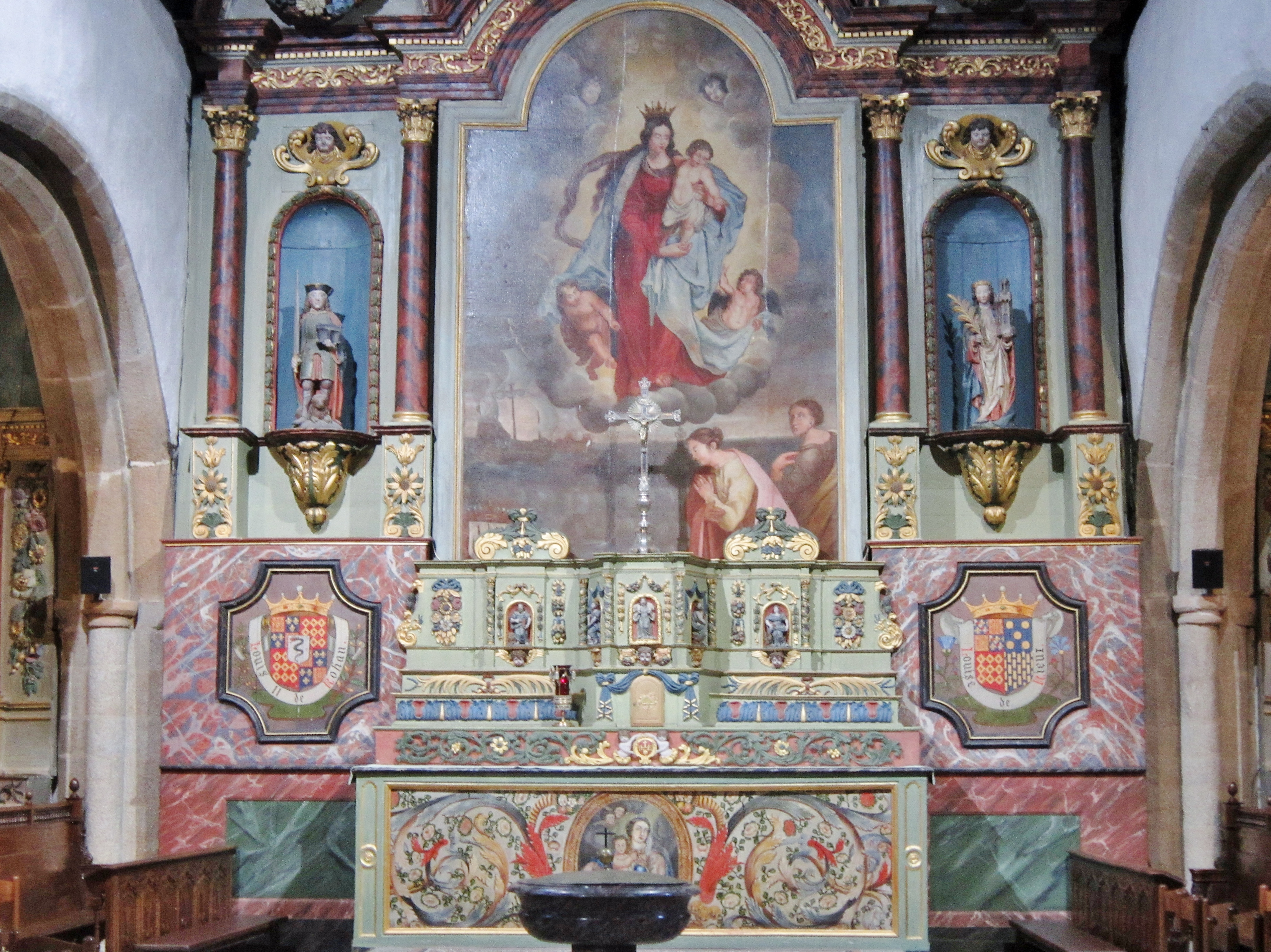
Église Notre-Dame de Larmor-Plage : le retable de la Vierge à l'Enfant. On distingue les blasons de Louis II de Rohan-Guéméné (1444-1508) et de son épouse Louise de Rieux (née le 1er mars 1446).

Armes des Rohan-Guémené.

Branche issue vers 1375 de Jean Ier de Rohan (1324-1396), vicomte de Rohan, et de sa seconde épouse Jeanne de Navarre (1339-1403).
Elle doit son nom à la ville de Guémené-sur-Scorff (Morbihan).
Cette branche de Rohan-Guémené a fait en 1782 une banqueroute de 33 millions de livres en la personne d'Henri-Louis-Marie de Rohan et de son épouse, Victoire de Rohan. Elle subsiste aujourd'hui dans son rameau de Rohan-Rochefort.

### Branche de Rohan-Rochefort

Armes des Rohan-Rochefort

Rameau issue de la branche des Rohan-Guéméné (avec Charles de Rohan-Guémené dit « Charles de Rohan-Rochefort » (1693-1766) qui prit le titre de prince de Rochefort.
Cette ligne de Rohan-Rochefort fixée en Autriche depuis le début du XIXe siècle, puis aussi en Grande-Bretagne et aux États-Unis, est aujourd'hui la dernière branche subsistante de la maison de Rohan.
Elle réunit les titres authentiques de duc de Montbazon (France 1588), duc de Bouillon (1816) (congrès de Vienne), prince de Rohan et du Saint-Empire avec le prédicat d'altesse sérénissime (Durchlaucht), confirmé en 1808 par lettres de grande naturalisation, par l'empereur François Ier d'Autriche pour tous les membres de la famille.
Le chef de la Maison était membre héréditaire de la Chambre des Seigneurs d'Autriche.

### Branche de Rohan-Soubise

Armes des Rohan-Soubise.

Branche issue des Rohan-Guéméné en 1630, les terres de Soubise en Poitou (aujourd'hui Soubise (Charente-Maritime), et le Parc-Soubise, à Mouchamps en Vendée), provenant des Rohan-Chabot par mariage.
Notamment représentée par Charles de Rohan-Soubise dit « le Maréchal de Soubise » (1715-1787), prince de Soubise et maréchal de France, et sa fille Charlotte Godefride Élisabeth de Rohan-Soubise (1737-1760), épouse du prince de Condé Louis V Joseph de Bourbon (1736-1818).
Depuis 1717, le chef de branche porte le titre de duc de Rohan-Rohan. Pour Hercule Mériadec de Rohan-Soubise (1669-1749), la terre de Frontenay-l'Abattu (en Deux-Sèvres, Poitou) est érigée en 1717 en duché-pairie sous le nom de duché de Rohan-Rohan pour se différencier des Rohan-Chabot, ducs de Rohan.
Branche éteinte dans les Rohan-Guéméné en 1807.

### Branche de Rohan-Gié

Armes des Rohan-Gié.

Branche issue des Rohan-Guéméné en 1541. Elle doit son nom à la ville de Gyé-sur-Seine (Aube).
Pierre II de Rohan Gié (†1525) épousa en 1517 Anne de Rohan (1485-1529) héritière de la branche aînée, et devint par ce mariage vicomte de Rohan et de Léon et comte de Porhoët. Son fils, René de Rohan-Gié (1516-1552) épousa en 1534 Isabeau d'Albret dite « Isabeau de Navarre » (1512-1570) et fut père de René, vicomte de Rohan et de Léon († 1586) chef du parti Huguenot en France.
Branche éteinte en 1638 avec Henri II de Rohan premier duc de Rohan (1603), marié à Marguerite de Béthune (1595-1660), fille de Maximilien Ier de Béthune-Sully (1559-1641). Sa fille unique Marguerite de Rohan (1617-1684)  épousa  en 1645 Henri Chabot (1615-1655) et donna naissance à la famille de Rohan-Chabot.

### Branche de Rohan-Gué-de-l'Isle

Armes des Rohan-Gué-de-l'Isle.

Branche issue vers 1270 d'Alain VI de Rohan (1232-1304), vicomte de Rohan et Thomasse de La Roche-Bernard (vers 1245 – après 1304). Nommée d'après la terre de Saint-Étienne-du-Gué-de-l'Isle (Côtes-d'Armor). Ils sont à l'origine de la première imprimerie en Bretagne (1484) à Bréhan-Loudéac.
Branche éteinte vers 1530.

### Branche de Rohan-Polduc

Armes d'Emmanuel de Rohan-Polduc.

Ou Rohan-Pouldu. Rameau peu connu, issu vers 1500 des Rohan-Gué-de-l'Isle. Nommé d'après la terre du Pouldu près de Pontivy (aujourd'hui commune de Saint-Jean-Brévelay). Le plus connu est Emmanuel de Rohan-Polduc, grand maître de l'ordre de Saint-Jean de Jérusalem de 1775 à 1797, la branche s'éteint en 1800.

### Branche de Rohan-Montauban

Armes des Rohan-Montauban.

La branche de Rohan-Montauban serait issue vers 1185 d'Alain III de Rohan et de Françoise de Corbey, mais dont la filiation n'est pas prouvée. Elle s'éteint vers 1535. Nommée d'après la terre de Montauban-de-Bretagne près de Rennes. Elle compte notamment des sénéchaux et des maréchaux de Bretagne. Un Robert devint en 1415 bailli de Cotentin, et resté fidèle au roi de France, il participa en 1429 au siège d'Orléans.
Branche éteinte en 1494 dans la branche Rohan-Guéméné.

## Maison de Rohan-Chabot
La maison de Rohan-Chabot est la branche ainée de la famille de Chabot, originaire du Poitou. Elle est également issue en ligne féminine de la maison de Rohan par le mariage en 1645 de Marguerite de Rohan (1617-1684) (fille unique et héritière d'Henri II de Rohan, duc de Rohan) avec Henri Chabot (1616-1655), de la branche ainée Chabot de Jarnac. Henri Chabot fut créé duc de Rohan en 1648 par Louis XIV, et sa descendance agnatique porte le nom Rohan-Chabot.

## Portraits

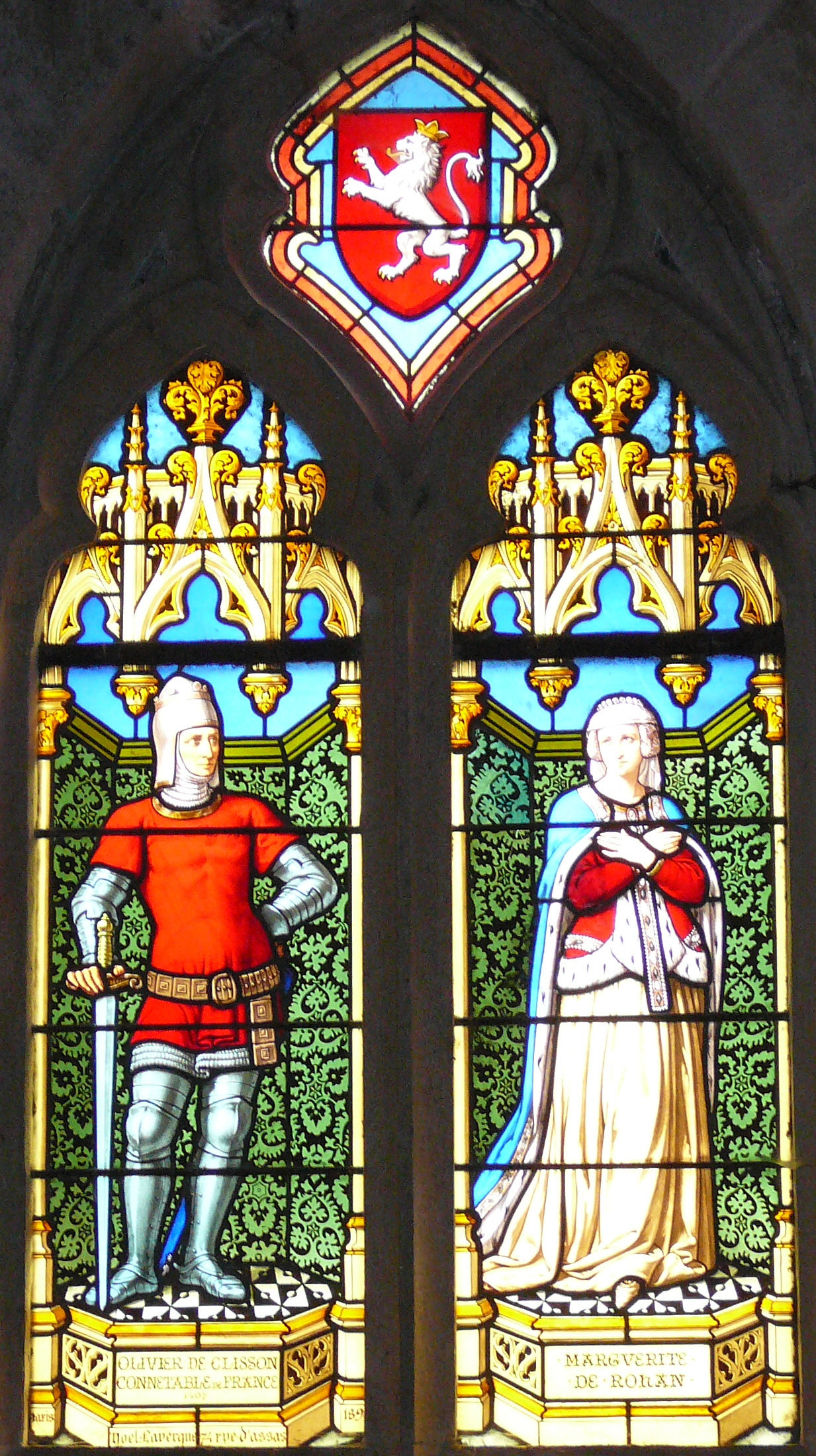
Marguerite de Rohan (1335-1406) et son mari le connétable de Clisson.
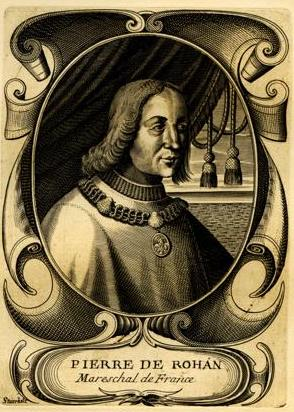
Pierre de Rohan-Guéméné dit le maréchal de Gié (1451-1513), maréchal de France.
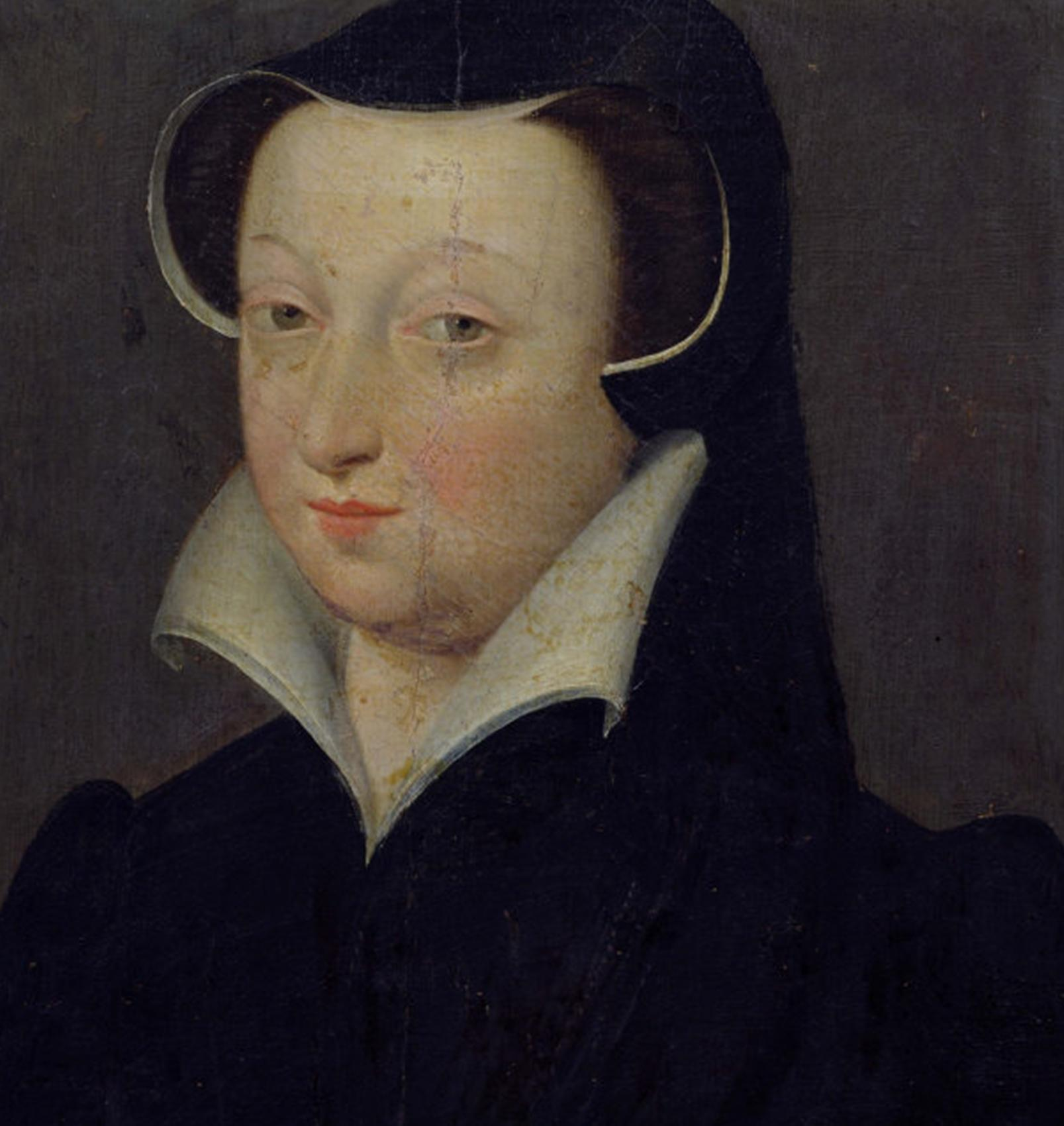
Jacqueline de Rohan-Gié (1520-1587), dame de Blandy-les-Tours, marquise de Rothelin, princesse de Neuchâtel.
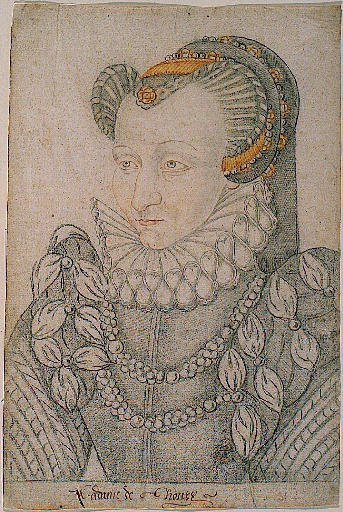
Claude de Rohan-Gié, comtesse de Thoury
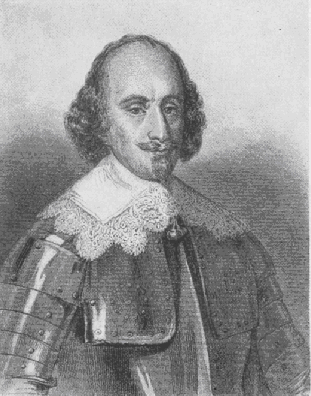
Henri II de Rohan (1579-1638) vicomte puis duc de Rohan, prince de Léon, généralissime des armées protestantes, ambassadeur de France, Colonel général des Suisses et des Grisons.
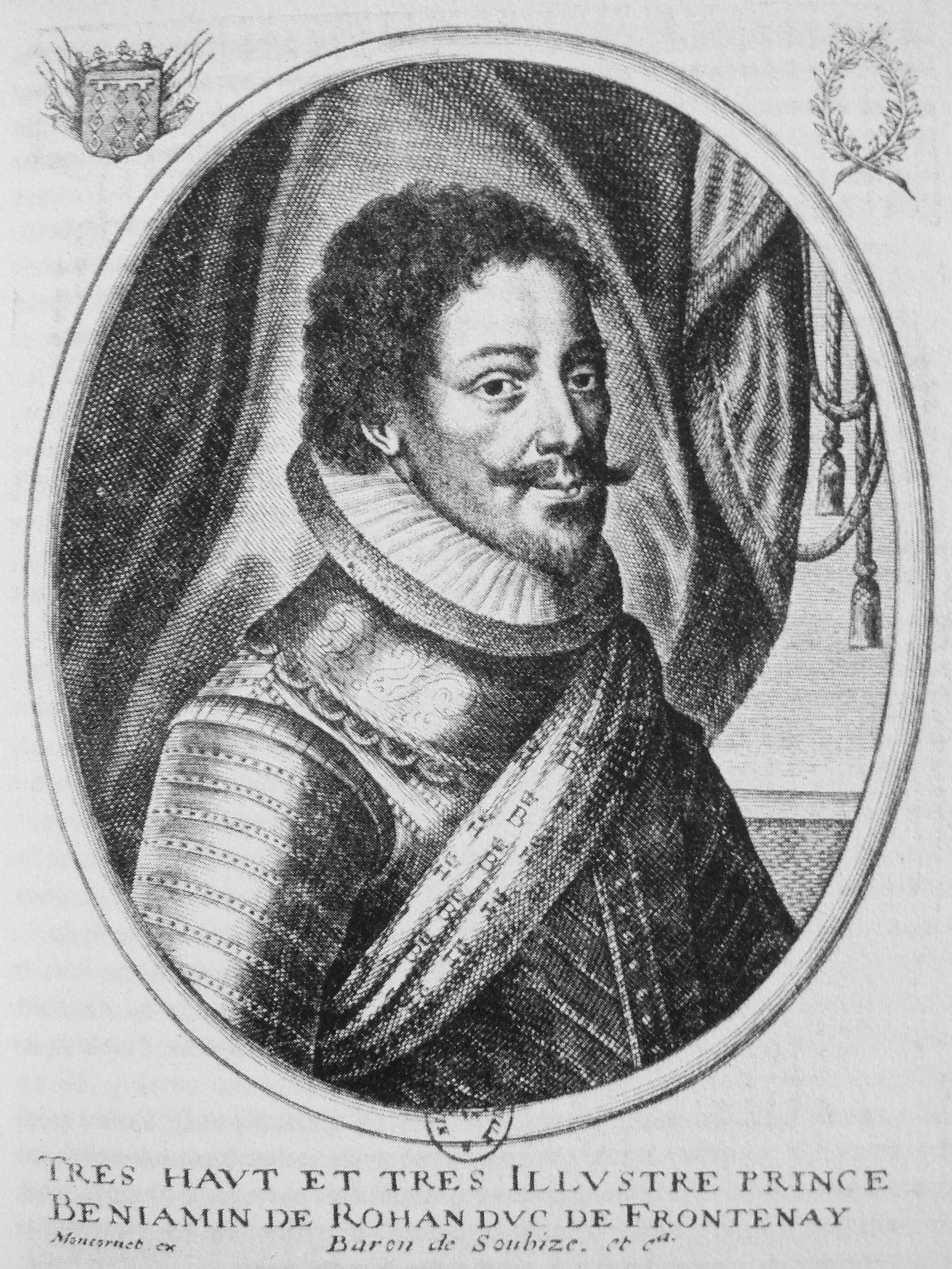
Benjamin de Rohan dit « le duc de Soubise» (1583-1642) duc de Frontenay.
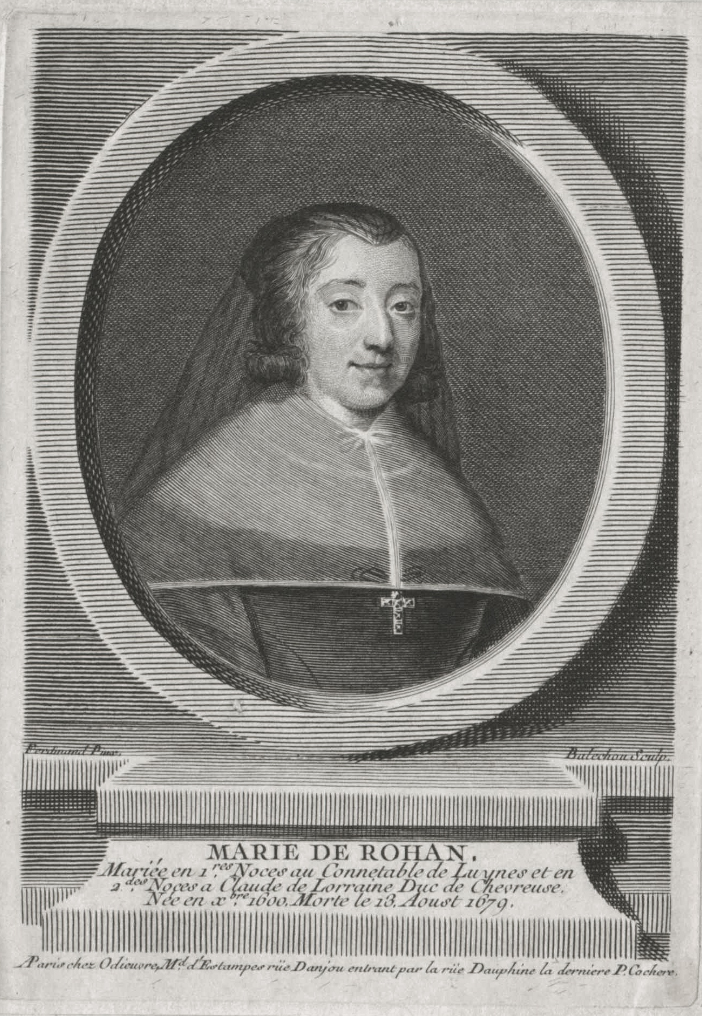
Marie Aimée de Rohan-Guéméné (1600-1679), duchesse de Luynes et de Chevreuse.
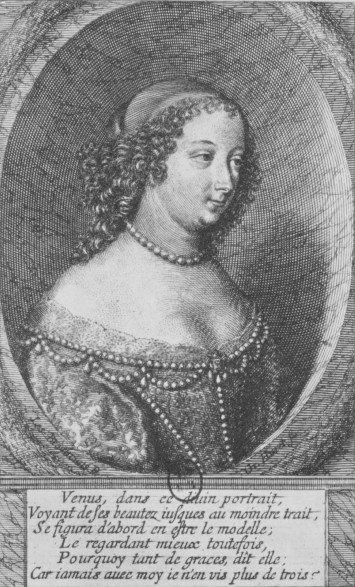
Marguerite de Rohan (1617-1684), princesse de Léon.
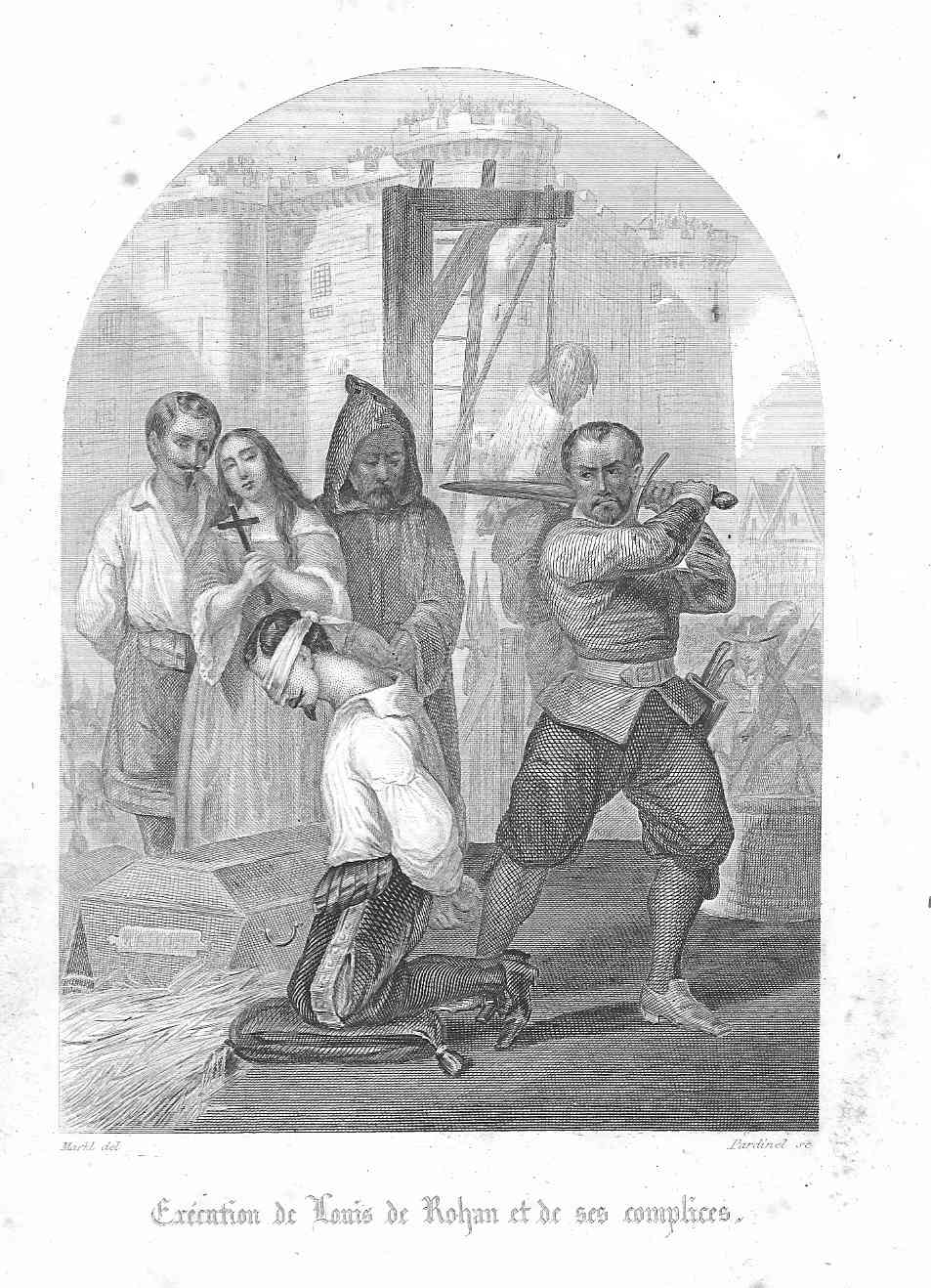
Louis de Rohan-Guéméné dit « le Chevalier de Rohan » (1635-1674), grand veneur de France, colonel des gardes de Louis XIV.
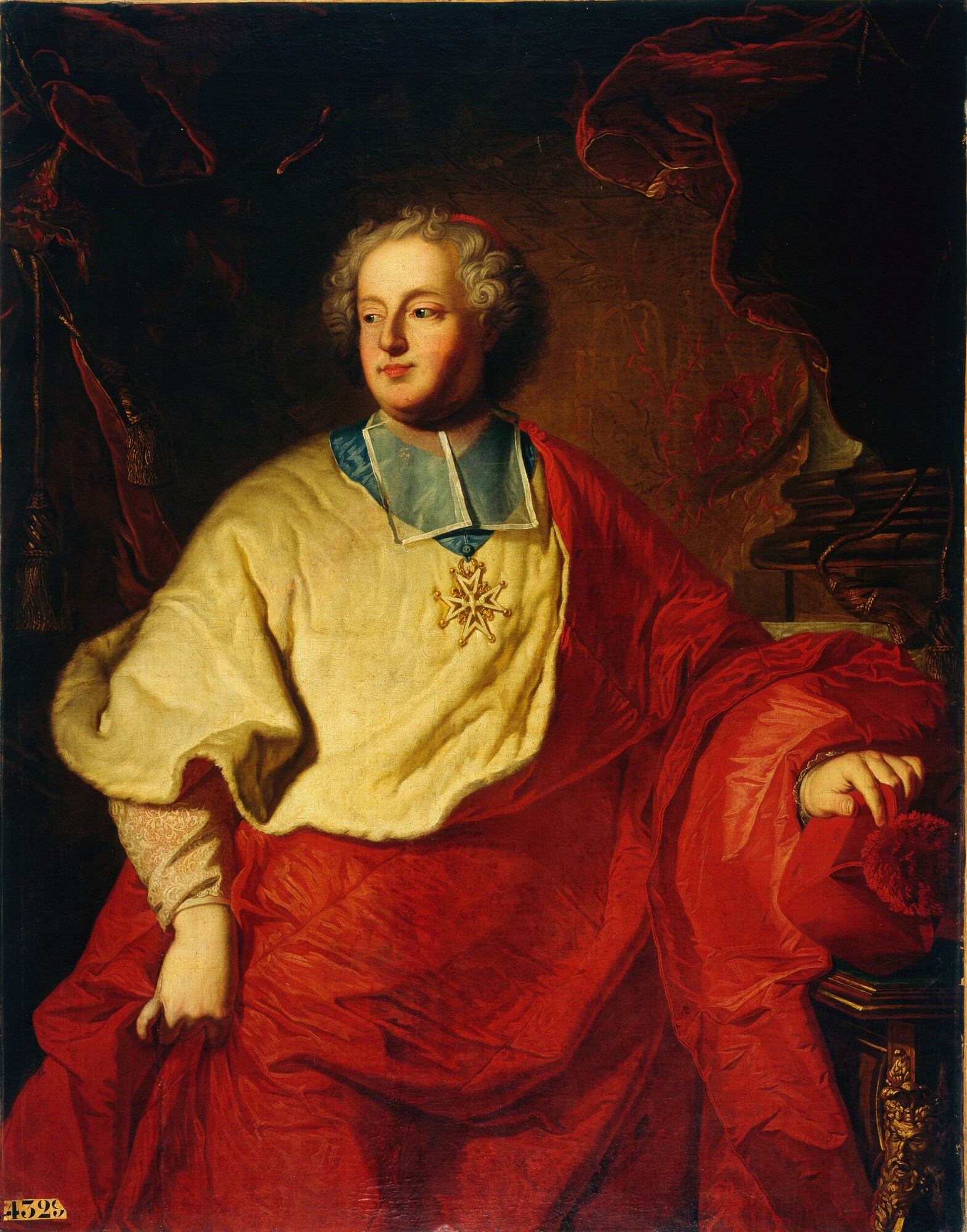
Armand Gaston Maximilien de Rohan-Soubise (1674-1749) prince de Rohan, prince de Soubise, évêque de Strasbourg cardinal, membre de l'Académie française, grand aumônier de France.
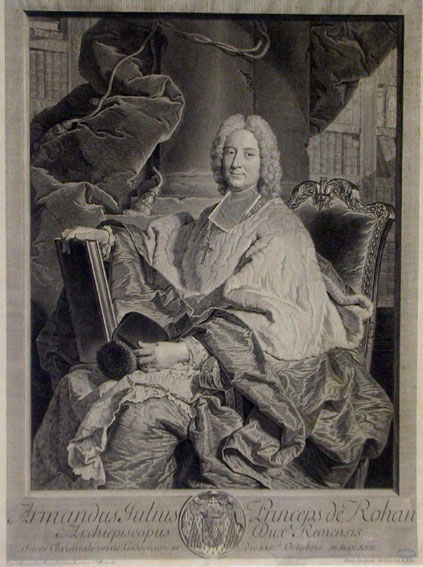
Armand Jules de Rohan-Guémené (1695-1762) archevêque-duc de Reims et pair de France.
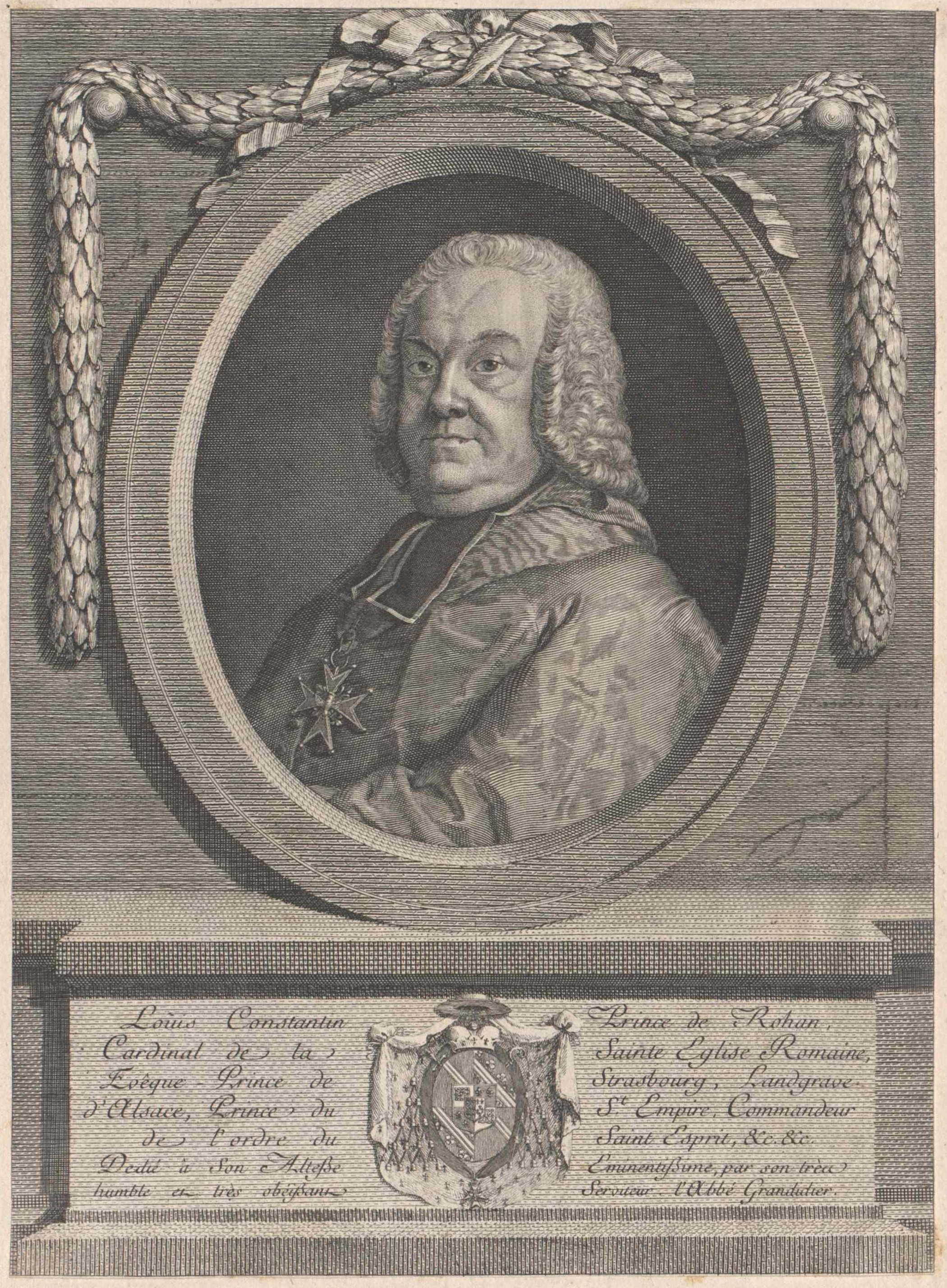
Louis César Constantin de Rohan-Guéméné dit « le Cardinal de Rohan » (1697-1779), évêque de Strasbourg, cardinal.
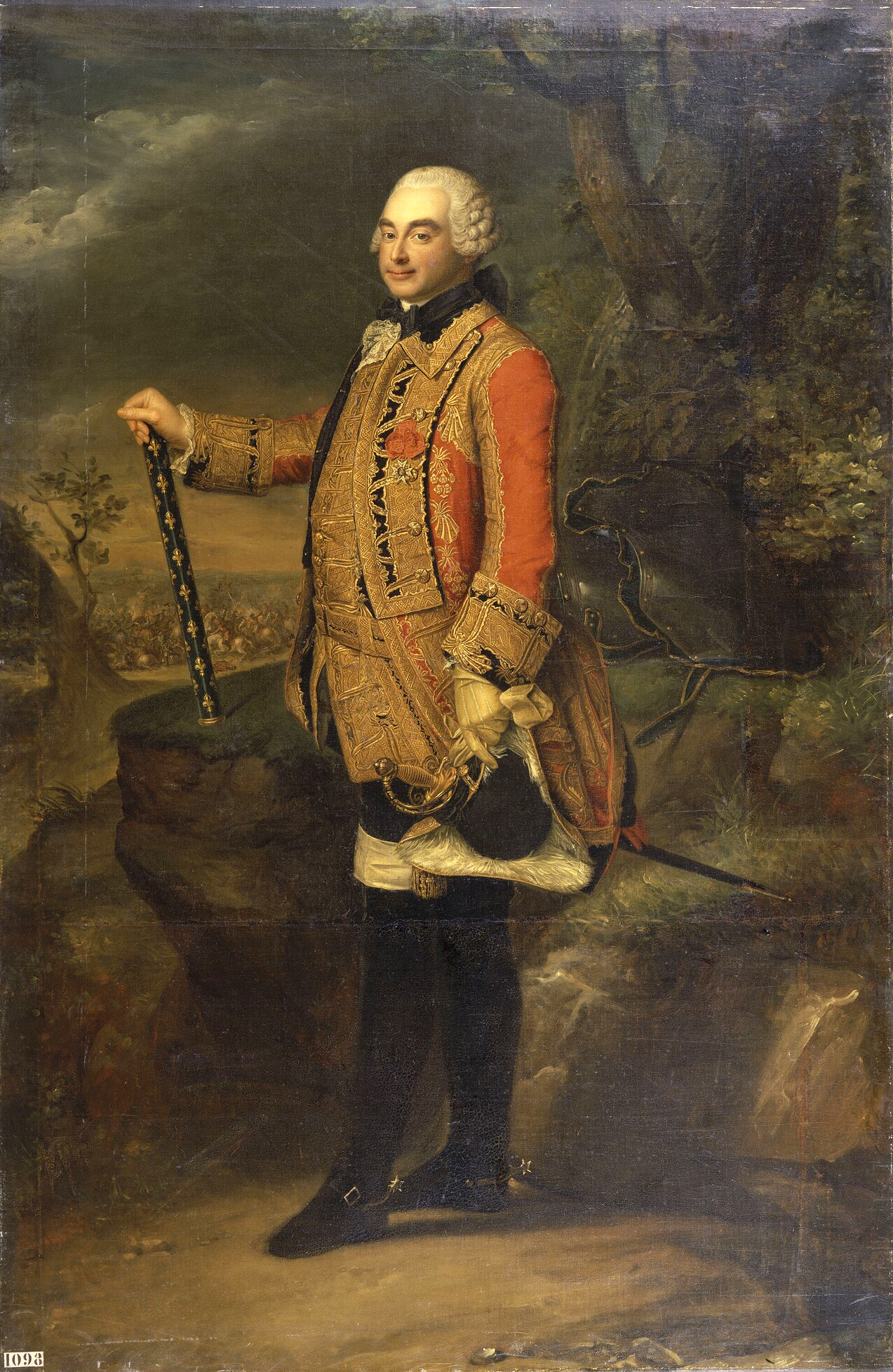
Charles de Rohan-Soubise dit «le Maréchal de Soubise » (1715-1787) prince de Soubise, duc de Rohan-Rohan, ministre des rois Louis XV et Louis XVI, maréchal de France.
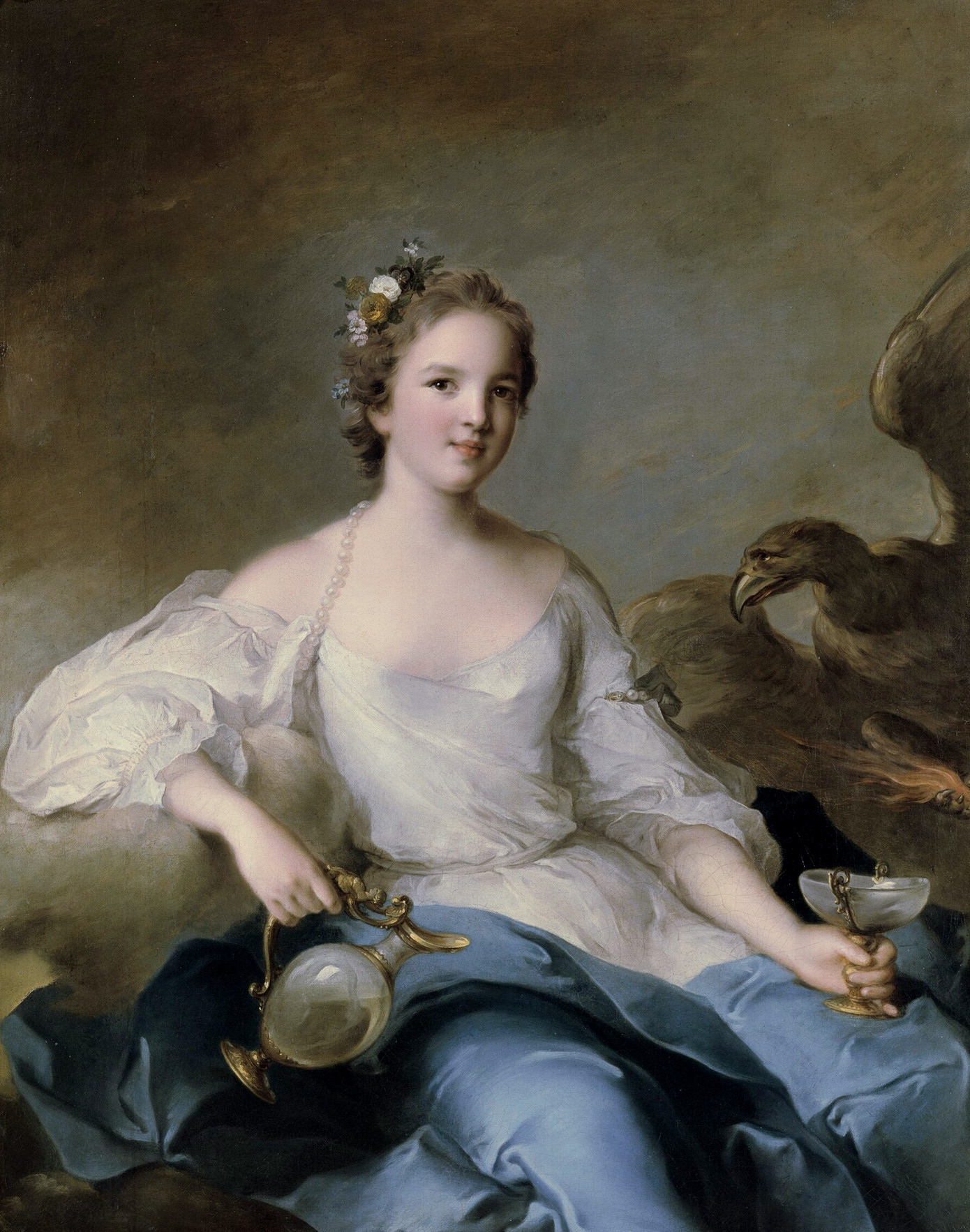
Charlotte Louise de Rohan-Guéméné, princesse de Masseran, dite « Mademoiselle de Rohan » (1722-1786).
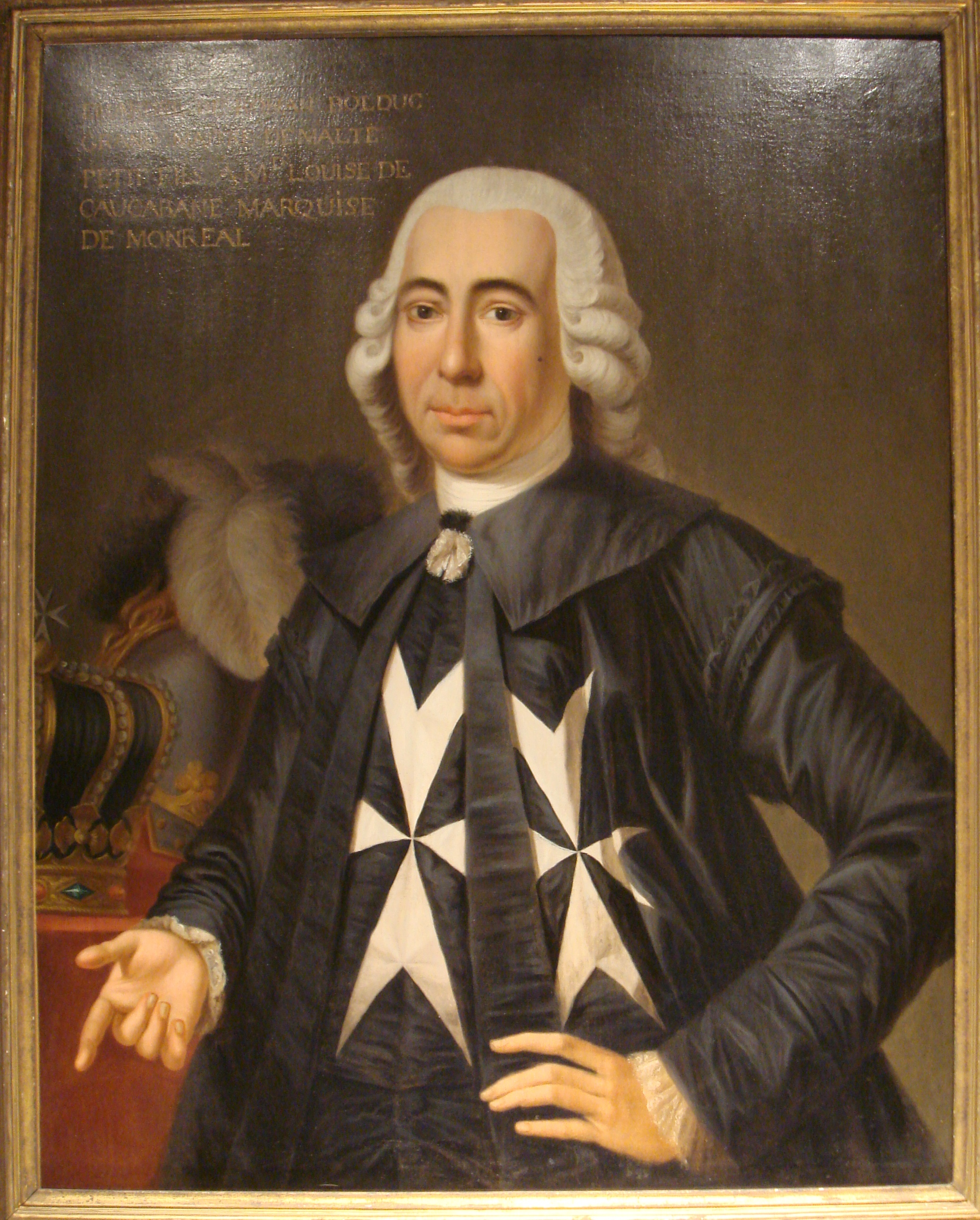
Emmanuel de Rohan-Polduc (1725-1797), ambassadeur, général des galères, chevalier de Malte, grand maître de l'ordre de Saint-Jean de Jérusalem.
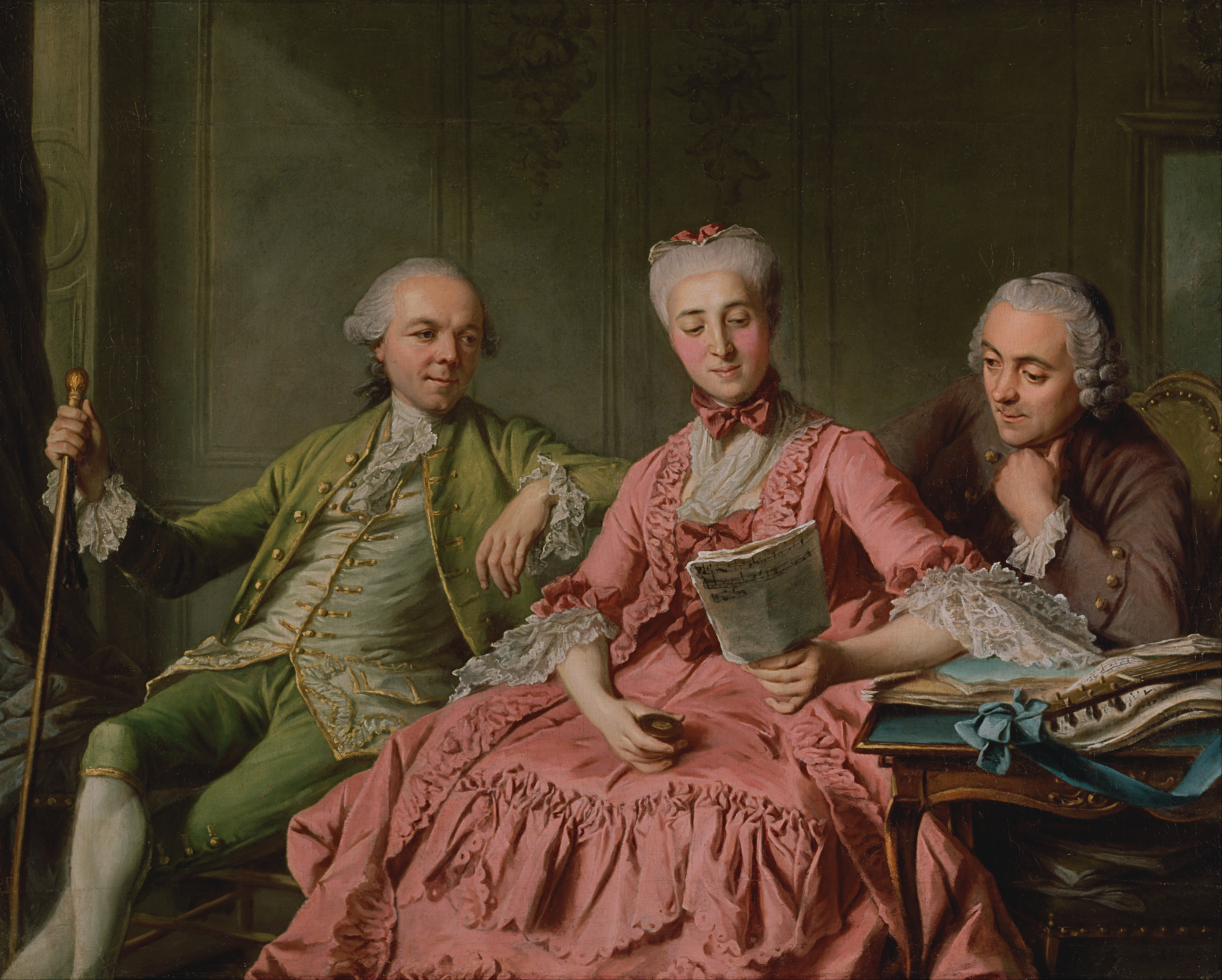
Louise de Rohan-Rochefort (1734-1815).
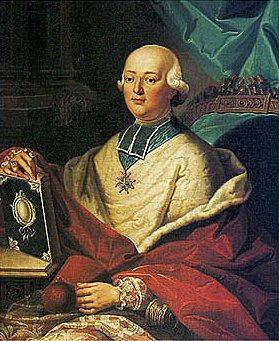
Louis René Édouard de Rohan-Guéméné (1734-1803, prince de Rohan, cardinal, archevêque de Strasbourg, membre de l'Académie française, grand aumônier du roi et proviseur de la Sorbonne.
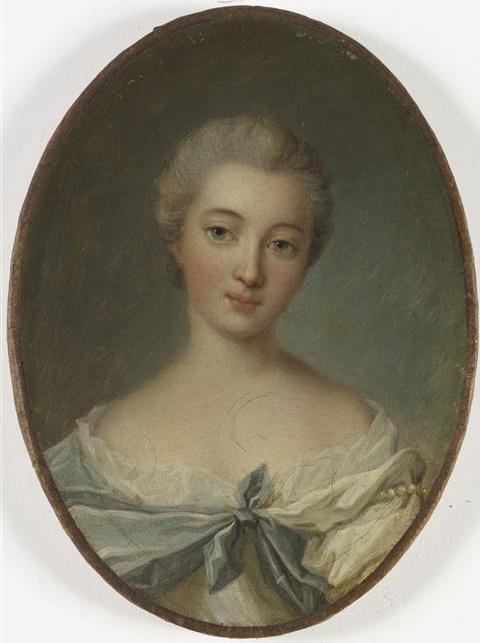
Charlotte de Rohan-Soubise (1737-1760), princesse de Condé.
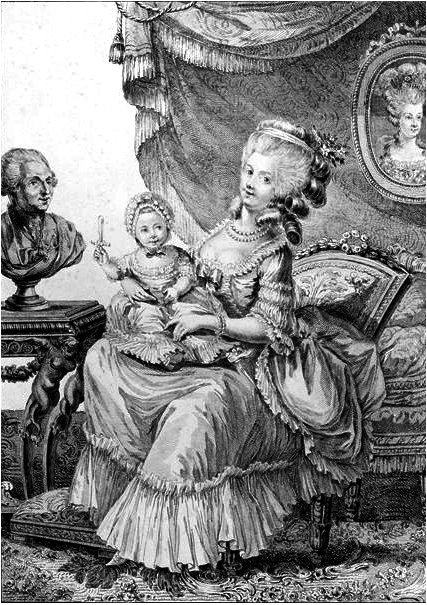
Victoire Armande Josèphe de Rohan-Soubise dite « Madame de Guéméné » (1743-1807), princesse de Maubuisson.
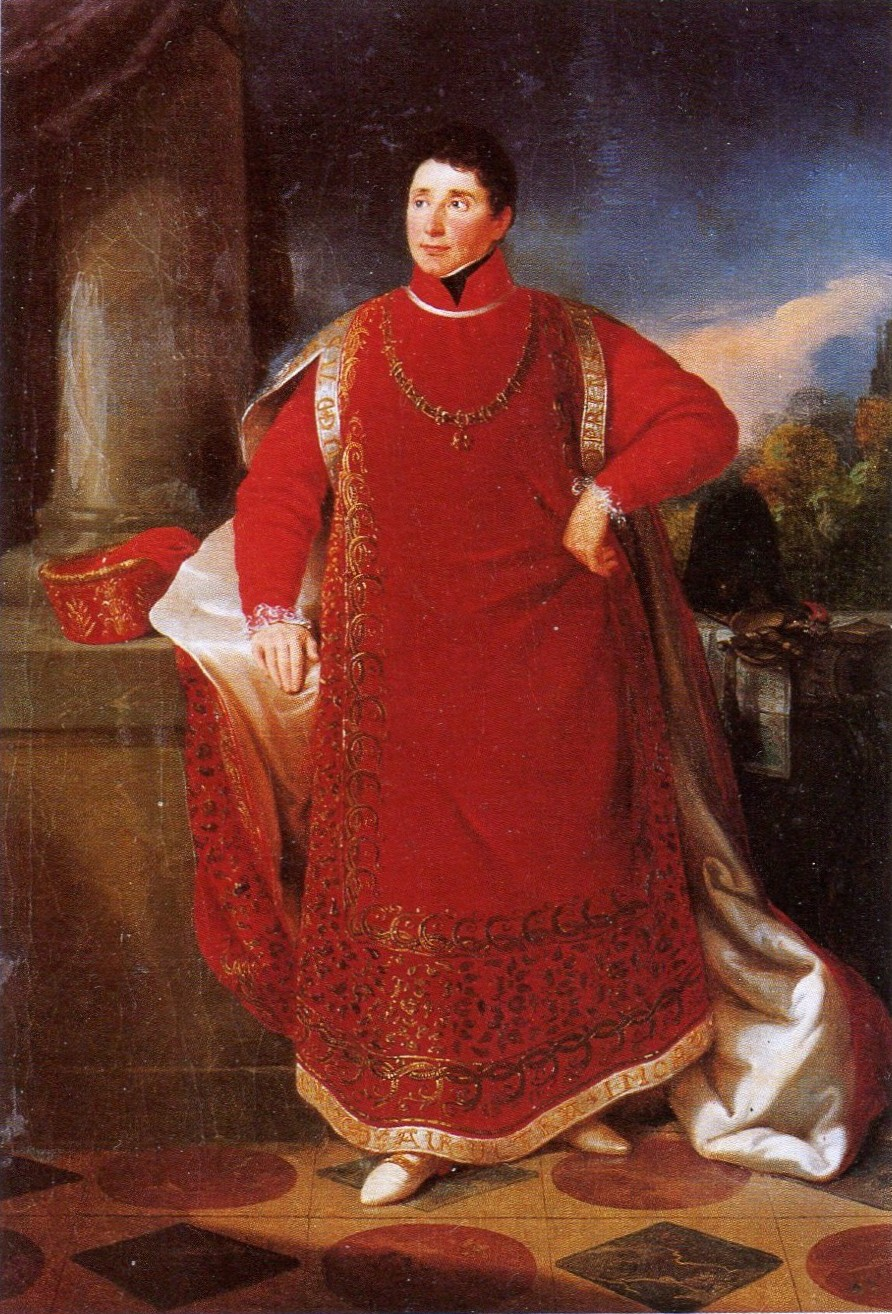
Charles Alain Gabriel de Rohan-Guéméné (1764-1836), duc de Montbazon, prince de Guéméné, duc de Bouillon.
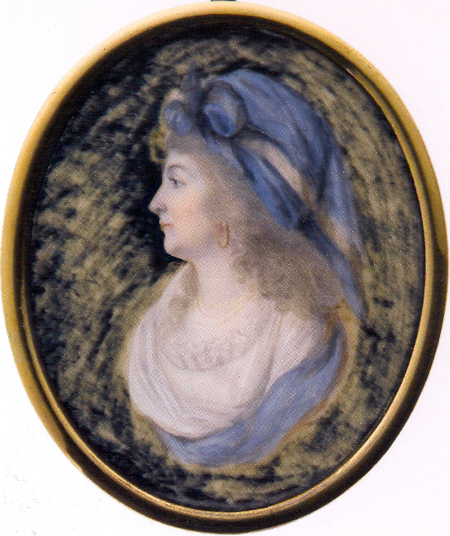
Charlotte de Rohan-Rochefort (1767-1841), épouse du duc d'Enghien.
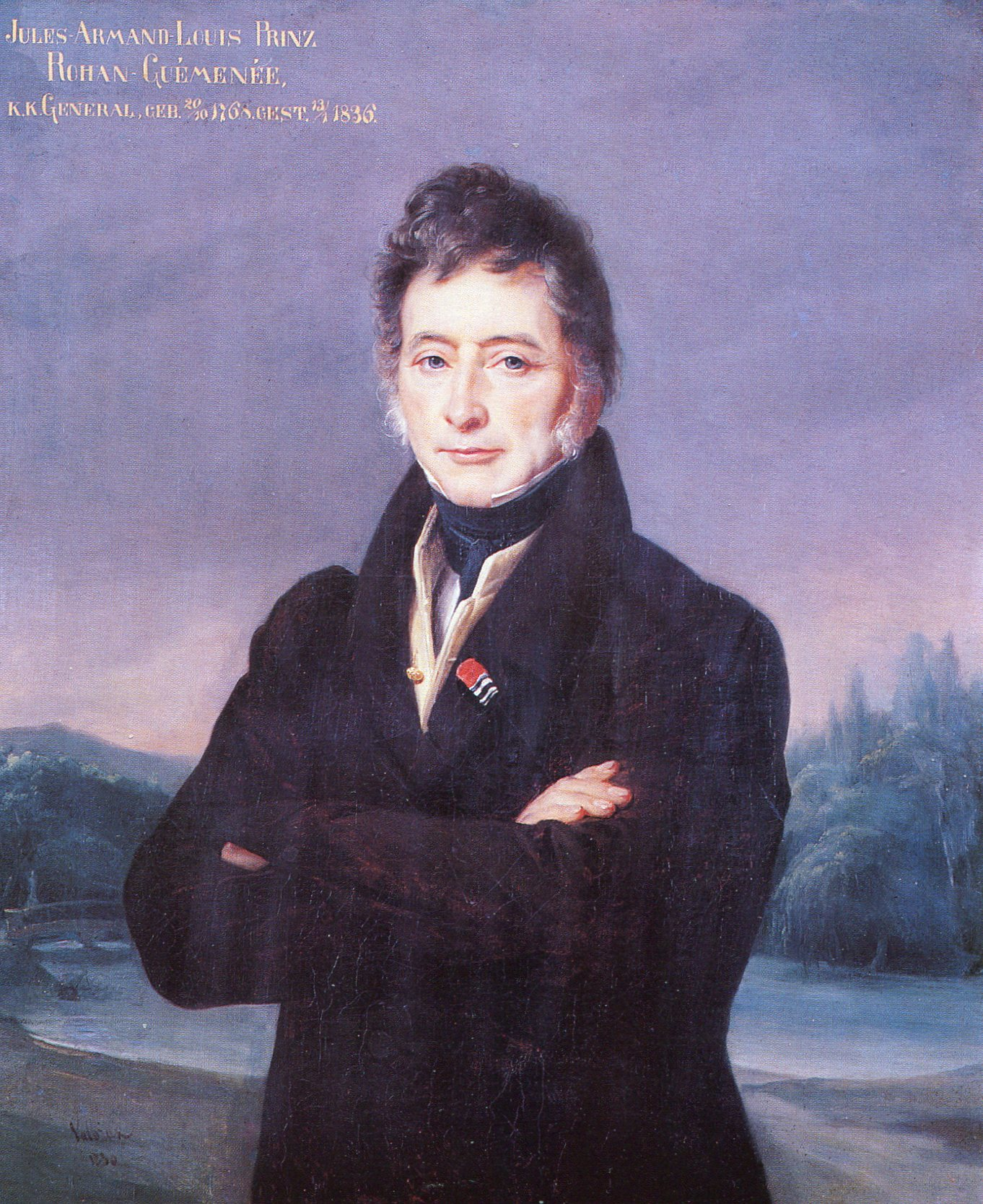
Jules Armand Louis de Rohan-Guémené (1768-1836).
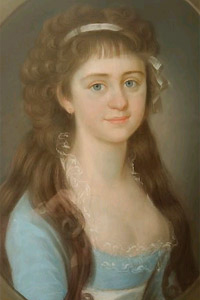
Marie Victoire de Rohan (1779-1836).
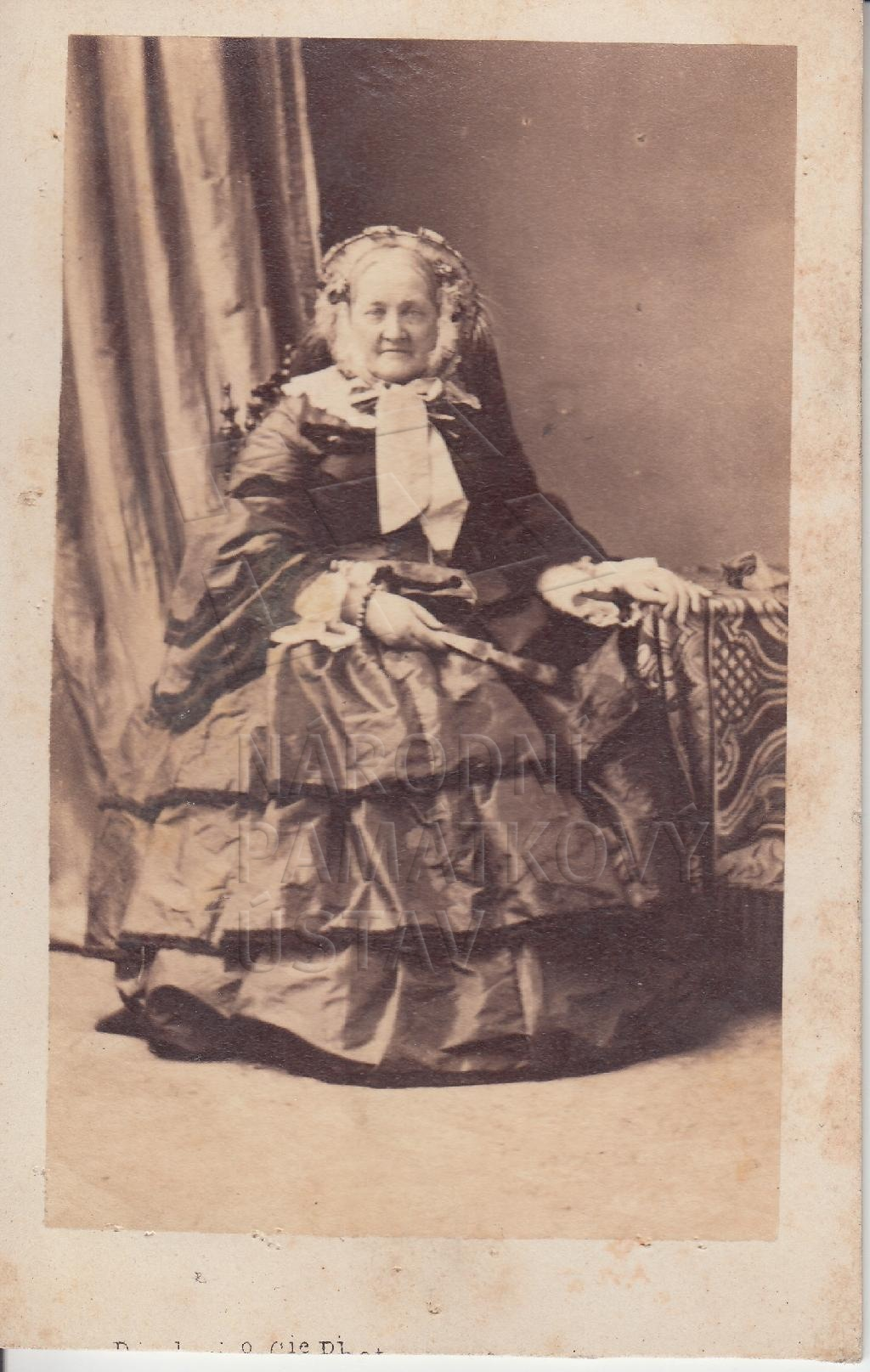
Gasparine de Rohan-Rochefort (1798-1871), princesse de Reuss-Greiz.

## Personnalités
Au XVIIIe siècle, quatre cardinaux de Rohan se succédèrent sur le trône épiscopal de Strasbourg :
- Armand-Gaston Maximilien de Rohan-Soubise (1674-1749) (peut-être en réalité fils naturel de Louis XIV), grand aumônier de France,
- Louis-Constantin de Rohan-Guéméné (1697-1779),
- François-Armand de Rohan-Soubise (1717-1756),
- Louis-René de Rohan-Guéméné (1734-1803), grand aumônier du roi et proviseur de la Sorbonne.
- Marie-Louise de Rohan Soubise (1720-1803), comtesse de Marsan, gouvernante des enfants de France : les petits enfants de Louis XV, Louis XVI, Louis XVIII, Charles X.

Deux autres ecclésiastiques de Rohan se distinguèrent également à cette époque :
- Armand-Jules de Rohan-Guémené (1695-1762), archevêque-duc de Reims, qui sacrera Louis XV),
- Ferdinand de Rohan-Guéméné (1738-1813), archevêque de Bordeaux puis archevêque de Cambrai, qui sera au début du XIXe siècle premier aumônier de l'impératrice Joséphine de Beauharnais. À la veille de la Révolution française, Henri-Louis de Rohan-Guéméné (1745-1809), prince de Rohan-Guéméné et duc de Montbazon, l'aîné de cette branche, réalisa une colossale faillite qui ruina bien des gens en 1782 mais qui fut épongée, en partie par le cardinal de Strasbourg Louis-René-Édouard de Rohan-Guéméné qui sera en 1785 victime de l'escroquerie de l'affaire du collier de la reine.

Certains membres de la famille Rohan-Guéméné émigrèrent en Autriche, s'implantant au Palais Rohan, à Prague, au château de Sychrov en Bohême du Nord, où ils furent naturalisés. À leur extinction en 1846, la branche cadette des princes de Rohan-Rochefort hérite des biens en Bohême dont ils sont privés en 1945, à la suite des décrets Beneš. Ils héritent aussi des titres d'altesse sérénissime, prince de Rohan, de Guéméné, de Rochefort et du Saint-Empire (en Autriche jusqu'en 1919), duc de Rohan-Rohan, duc de Montbazon avec la pairie de France qui y est attachée, et de duc de Bouillon.
La famille compte trois grands aumôniers de France, huit chevaliers de l'Ordre du Saint-Esprit, deux maréchaux de France, trois académiciens.
Ecclésiastiques
- Geoffroy II de Rohan (? – v. 1377), évêque de Vannes puis de Saint-Brieuc.
- Josselin de Rohan (? - Saint-Malo, 21 mars 1388), évêque de Saint-Malo.
- François II de Rohan-Gié (1480 - Paris, 13 octobre 1536), évêque d'Angers (1501-1532) et archevêque de Lyon (1532-1536).
- Claude de Rohan (1480 - 8 juillet 1540), évêque de Quimper et de Cornouaille.
- Armand-Gaston-Maximilien de Rohan-Soubise (Paris, 26 juin 1674 – Paris, 19 juillet 1749), prince de Rohan, évêque de Strasbourg en 1704, il devint cardinal en 1712, puis grand aumônier en 1713. Il fut élu à l'Académie française en 1704.
- Armand-Jules de Rohan-Guéméné (Paris, 10 février 1695 – Saverne, 28 août 1762), abbé du Gard et de Gorze, archevêque-duc de Reims qui sacrera Louis XV, pair de France
- Louis-César Constantin de Rohan-Guéméné dit « le Cardinal de Rohan » (Paris, 24 mars 1697 – Paris, 11 mars 1779), évêque de Strasbourg en 1756, nommé cardinal en 1761.
- François-Armand de Rohan-Soubise (Paris, 1er décembre 1717 – Saverne, 28 juin 1756), fut coadjuteur de son oncle Armand-Gaston et prit le nom de Soubise pour se distinguer de lui ; cardinal lui-même en 1747, il devint évêque de Strasbourg en 1749. Il fut aussi grand aumônier et recteur de l'Université de Paris. Il fut élu à l'Académie française en 1741.
- Louis-René-Édouard de Rohan-Guéméné (Paris, 25 septembre 1734 – Ettenheim, 17 février 1803), prince de Rohan, cardinal-archevêque de Strasbourg, grand aumônier du roi et proviseur de la Sorbonne. Il fut impliqué dans l'affaire du collier de la reine qui lui valut un séjour à la Bastille. Il s'exila en 1791 à Ettenheim dans la partie allemande de son diocèse où il maria sa nièce Charlotte de Rohan-Rochefort et le duc d'Enghien. Il mourut  en février 1803. Il fut élu à l'Académie française en 1761.
- Ferdinand-Maximilien-Mériadec de Rohan-Guéméné (Paris, 7 novembre 1738 - Paris, 31 octobre 1813), prince de Rohan-Guéméné, archevêque de Bordeaux en 1769, prince-archevêque de Cambrai (1781) et de Liège (1790), il fut premier aumônier de l'impératrice Joséphine de Beauharnais.

Militaires
- Pierre de Rohan-Guéméné dit « Pierre Ier de Rohan-Gié le Maréchal de Gié » (Saint-Quentin-les-Anges, 1451 – Paris, 22 avril 1513), seigneur de Gié, vicomte de Fronsac, maréchal de France. Diplomate, il fut conseiller des rois Louis XI, Charles VIII et Louis XII. En 1504 il est accusé de trahison. En 1506, Pierre de Rohan-Gié est suspendu de son office pour cinq ans et exilé de la cour. Il est absous par la suite du crime de lèse-majesté.
- Henri II de Rohan (Blain, 25 août 1579 – Genève, 28 février 1638), vicomte puis duc de Rohan, prince de Léon, seigneur de Blain, prince de Léon, généralissime des armées protestantes, ambassadeur de France, colonel général des Suisses et des Grisons. Calviniste, il lutta dans le midi de la France contre les troupes royales entre 1615 et 1629. Rentré en grâce auprès de Louis XIII, il enleva la Valteline aux Espagnols et fut mortellement blessé au service du duc de Saxe-Weimar.
- Louis de Rohan-Guéméné dit « le chevalier de Rohan » (1635 - Paris, 27 novembre 1674), Grand veneur de France, colonel des gardes de Louis XIV avec lequel il avait été élevé. Exécuté pour crime de lèse-majesté ayant participé au complot de Latréaumont.
- Charles de Rohan-Soubise dit « le maréchal de Soubise » (Versailles, 16 juillet 1715 – Paris, 1er juillet 1787), prince de Soubise et d'Épinoy, duc de Rohan-Rohan, de Ventadour et de Goëlo, comte de Saint-Pol, seigneur de Roberval et de Clisson, ministre des rois Louis XV et Louis XVI, maréchal de France. Général et ami du roi Louis XV, il participa à la guerre de Sept Ans.
- François Armand de Rohan Guéméné (4 décembre 1682 - 26 juin 1717), brigadier des armées du Roi ;
- Hercule Mériadec de Rohan (13 novembre 1688 - 21 décembre 1757), duc de Montbazon, prince de Guémené, guidon des gendarmes de la Garde.
- Charles de Rohan Rochefort (7 août 1693 - 25 février 1763), prince de Rochefort, lieutenant-général des armées du Roi :
- Jules Hercule Mériadec de Rohan (25 mars 1726 - 10 décembre 1788), duc de Montbazon, prince de Guémené, lieutenant-général des armées du Roi ;
- Charles Jules de Rohan Rochefort (29 août 1729 - 18 mai 1811), lieutenant général des armées du Roi ;
- Henri Louis Marie de Rohan (30 août 1745 - 24 avril 1809), duc de Montbazon, prince de Guéméné, capitaine lieutenant des Gendarmes de la Garde, brigadier des armées du Roi, grand chambellan de France, et son épouse, née Victoire de Rohan Soubise (28 décembre 1743 - 20 septembre 1807) ;
- Louis Victor Meriadec de Rohan (20 juillet 1766 - 10 décembre 1846), émigré en 1791, Feldmarschall-Leutnant de l'empire d'Autriche.

Politiques

- Jean II de Rohan (16 novembre 1452 - Blain, 1er avril 1516), vicomte de Rohan et de Léon, comte de Porhoët, seigneur de Blain, de La Garnache et de Beauvoir-sur-Mer, conseiller et chambellan du roi Charles VIII, lieutenant général de Bretagne en 1494 avec François d'Avaugour sous Charles VIII.
- Marie-Aimée de Rohan-Guéméné (Coupvray, décembre 1600 – 12 août 1679), d'abord duchesse de Luynes par son mariage avec Charles d'Albert (1578–1621), duc de Luynes, connétable de France, pair de France, puis duchesse de Chevreuse (nom sous lequel elle est le plus connue) par son mariage avec Claude de Lorraine dit « Claude de Guise » (1578-1657), duc de Chevreuse, enfin dite princesse de Chevreuse pendant son veuvage.
- Charles III de Rohan (30 septembre 1655 - 10 octobre 1727), duc de Montbazon, prince de Guémené, pair de France.
- Emmanuel-Marie-des-Neiges de Rohan-Polduc (18 avril 1725 - La Valette, 14 juillet 1797), dernier de la branche des Rohan-Polduc (ou Pouldu), fut l'avant-dernier grand maître des Hospitaliers de l'ordre de Saint-Jean de Jérusalem de 1775 à 1797[90], rédacteur du "Code maltais" dit aussi "Code de Rohan".
- Alain Benjamin Arthur de Rohan-Rochefort (8 janvier 1853 - 23 février 1914), duc de Montbazon, duc de Bouillon, prince de Guémémé, membre de la Chambre des Seigneurs d'Autriche, député au Parlement de Bohème.
- Marie-Berthe Françoise Félicie Jeanne de Rohan-Rochefort (21 mai 1868 - 19 janvier 1945), épouse de Charles de Bourbon (1848-1909), duc de Madrid, aîné de la Maison de Bourbon.
- Albert-Marie de Rohan-Rochefort dit « Albert Rohan » (Melk, 9 mai 1936 - 5 juin 2019)[91],[92],[93], duc de Montbazon, prince de Guémené, diplomate autrichien.

Personnalités féminines
- Charlotte de Rohan Soubise (7 octobre 1737 - 1760), princesse de Condé ;
- Victoire de Rohan Soubise (28 décembre 1743 - 20 septembre 1807), princesse de Guéméné ;
- Charlotte de Rohan Rochefort  (25 octobre 1767 - 1er mai 1841), compagne du duc d'Enghien ;
- Gasparine de Rohan-Rochefort (29 septembre 1798 - 27 juillet 1871), épouse en 1822 Henri XIX de Reuss-Greiz et devient dès lors princesse consort de la principauté de Reuss branche aînée.

## Armes
Les macles du blason de la maison de Rohan font référence à des macles, qui sont des grands cristaux de chiastolite (andalousite) qui sont développés dans les schistes ordoviciens. Ils se présentent en prismes de section presque carrée. Ces pierres, appelées pendant des siècles "macles", sont abondantes aux Salles de Rohan, à tel point que les vicomtes de Rohan, frappés par leur beauté et la similitude avec la macle héraldique, placèrent sept macles d'or sur leur blason ; leurs descendants en ajoutèrent deux supplémentaires à partir du milieu du XVIe siècle.
Armes anciennes
| Blason | Blasonnement : De gueules à sept macles d'or, ordonnées 3, 3, 1. Commentaires : Armes (anciennes) des Rohan (adoptées par Geoffroy de Rohan entre 1216 et 1222). |

Armes modernes
| Blason | Blasonnement : De gueules à neuf macles d'or, ordonnées 3, 3, 3. Commentaires : Armes (modernes) des Rohan (adoptées par Henri Ier de Rohan entre 1552 et 1575). Le passage des armes anciennes aux armes modernes s'explique aisément par la modification de la forme des écus à partir du XIVe siècle : la pointe s'aplatit, l'espace vide ainsi créé est comblé par deux nouvelles macles. |

Devise
« A plus » (cri de guerre qui peut signifier « sans plus », à savoir sans supérieur, rappelant la prétention des Rohan à être la deuxième famille de la noblesse bretonne après la famille ducale, ou « encore au-delà », ce qui serait une invitation au surpassement permanent de soi) est la devise personnelle d'Alain IX de Rohan, souvent attribuée à l'ensemble de la maison. Elle est symbolisée par la lettre A surmontée d'une couronne ducale qui accompagne les macles du blason.
Une autre devise apocryphe, modelée sur celle des seigneurs de Coucy, est souvent attribuée aux Rohan : « Duc je ne daigne, Roi je ne puis, Prince de Bretaigne, de Rohan je suis » (plus couramment : « Roi ne puis, duc ne daigne, Rohan suis »[réf. à confirmer]). Sur ce modèle, Roland Barthes se laissera aller à badiner : « Tout écrivain dira donc : “Fou ne puis, sain ne daigne, névrosé je suis.” ».
Également : « Plutôt la mort que la souillure » i.e. « Potius mori quam foedari » qui est la devise des anciens ducs de Bretagne dont les Rohan sont les héritiers présomptifs depuis 1532 et le traité d'"Union perpétuelle" de la Bretagne et de la France.

## Titres

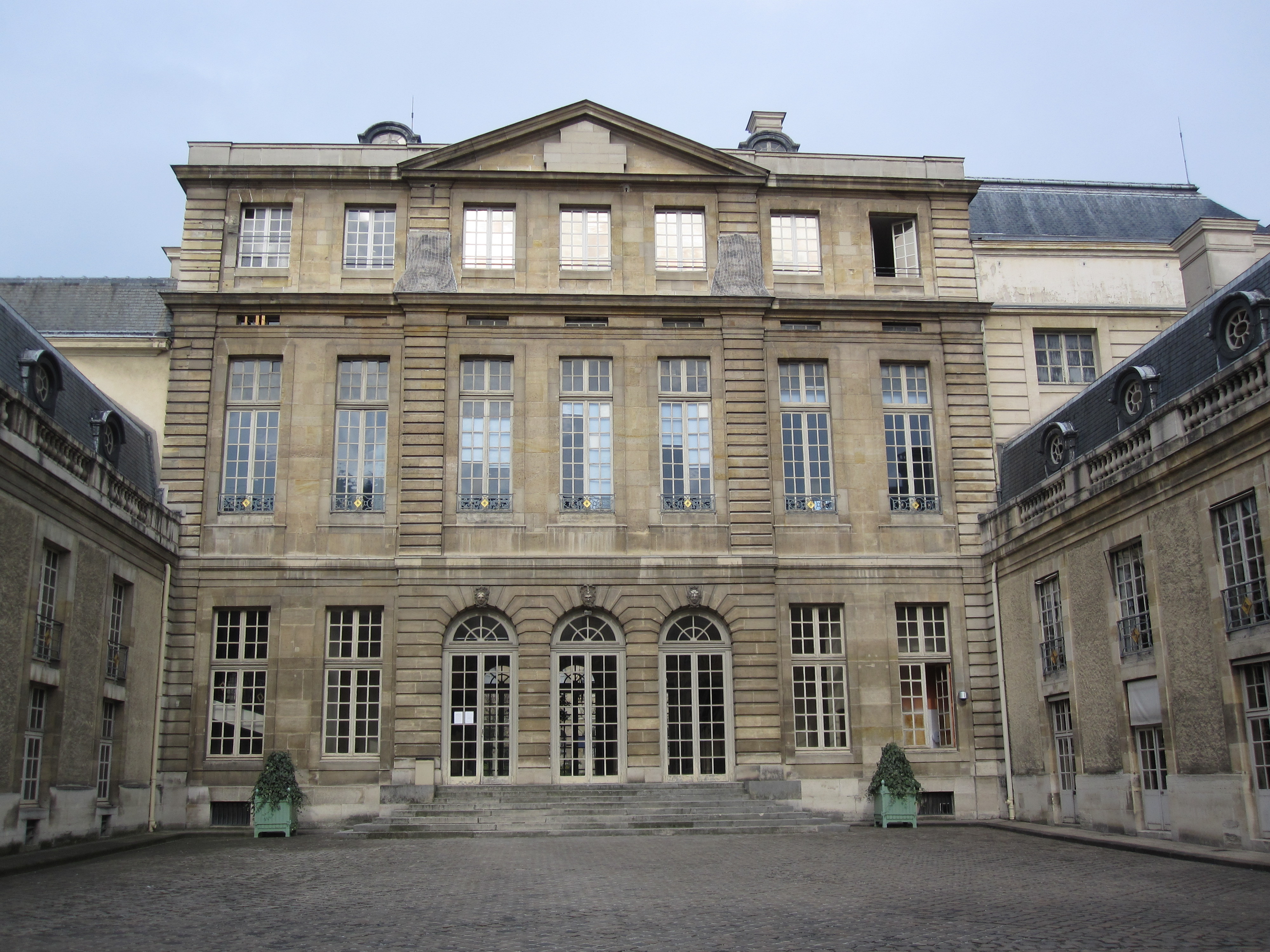
Hôtel de Rohan (rue Vieille-du-Temple, à Paris).

La famille de Rohan porta  d'abord les titres féodaux de vicomte de Porhoët puis de Rohan et reçut les titres suivants :
- Comte de Montbazon (1566)
- Prince de Guémené (1570)
- Duchesse de Loudun (1579) titre viager pour Françoise de Rohan, fille de René Ier de Rohan[99]
- Duc-pair de Montbazon (1588 et 1594)
- Duc de Rohan (1603)
- Comte de Montauban (1611)
- Duc-pair de Frontenay (1626, non enregistré)
- Prince de Soubise (érigé en 1667 mais non enregistré)
- Duc de Rohan-Rohan (1714, éteint en 1787)
- Comte de l'Empire (1808)
- Pair de France (1814)
- Pair héréditaire (1815)
- Duc pair  (1817)
- Prince de Rohan et altesse sérénissime (Autriche 1808 et 1830)
- Duc de Bouillon (1814 et 1816 par succession de la maison de La Tour d'Auvergne)

Ses diverses branches prirent les titres de prince de Léon, prince de Montauban, prince de Rochefort etc. sans que ces titres ne fissent l'objet d'une création authentique.

## Propriétés

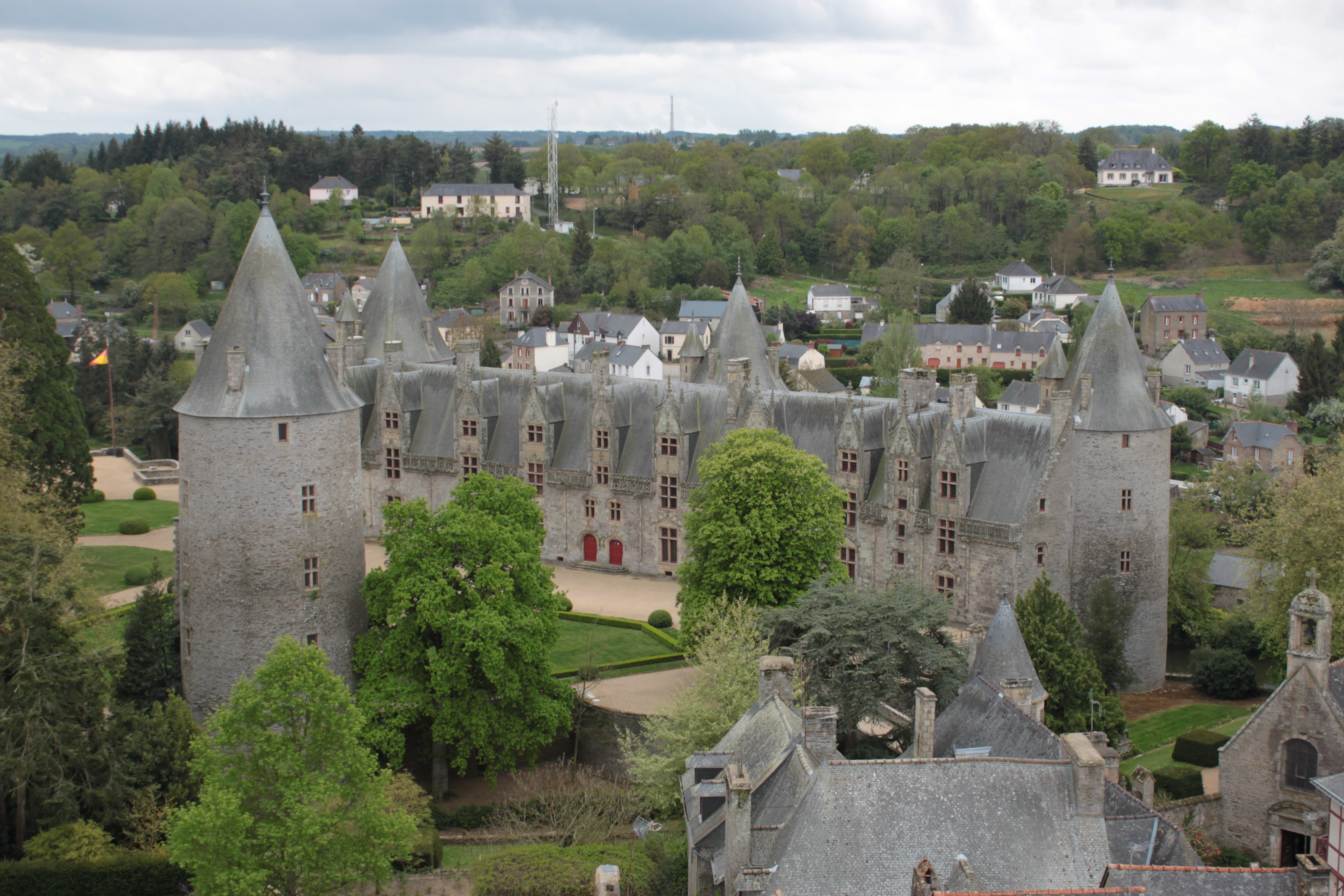
Château de Josselin.

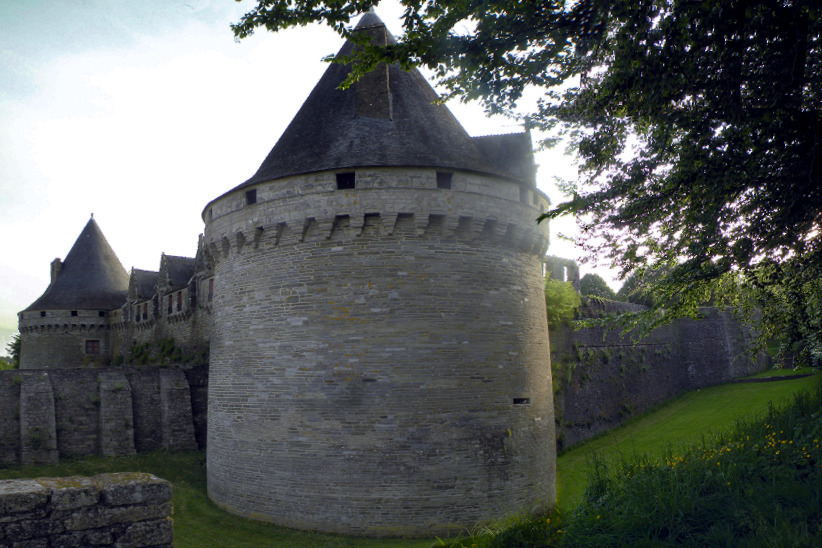
Château de Pontivy.

- Château de Belvoir ( Bourgogne-Franche-Comté), domaines du Comté de Bourgogne.
- Château de Rohan à Saverne (aujourd'hui un musée)
- Palais Rohan à Strasbourg pour les princes-évêques (qui abrite aujourd'hui trois musées)
- Palais épiscopal de Bordeaux (aujourd'hui la mairie)
- Château de Josselin (Morbihan)
- Château de Pontivy (Morbihan)
- Château de La Roche-Maurice (Finistère)
- Château de Joyeuse-Garde à La Forest-Landerneau (Finistère)
- Château de Mortiercrolles à Saint-Quentin-les-Anges(Mayenne)
- Château du Verger à Seiches-sur-le-Loir (Maine-et-Loire)
- Château de Blain (Loire-Atlantique)
- Château du Gué-de-Lisle (Côtes-d'Armor)
- Château de Coupvray (Seine-et-Marne)
- L'hôtel de Rohan à Soubise (aujourd'hui la mairie)
- Château de Rochefort-en-Yvelines (Yvelines)
- Château de Sainte-Maure-de-Touraine (Indre-et-Loire)
- Château de Sychrov (Bohême)
- Palais Rohan à Prague (République tchèque)
- Palais Rohan à Vienne (Autriche)
- L'hôtel de Rohan (dit aussi hôtel de Rohan-Strasbourg, car il était la résidence des membres de la famille évêques de cette ville — voir supra : les ecclésiastiques) et l'hôtel de Soubise, à Paris, au Marais, formant un ensemble qui accueille aujourd'hui une partie des Archives nationales.
- L'hôtel de Rohan-Guémené, également connu sous le nom de maison de Victor Hugo (qui n'en habita qu'une petite partie) se situe au 6, place des Vosges et s'étendait à la rue des Tournelles et à l'impasse Guéménée.
- L'hôtel de Rohan-Montbazon, 29, rue du Faubourg-Saint-Honoré.
- L'hôtel de Soubise à Saint-Germain-en-Laye, aujourd'hui café Le Soubise.
- Château de Vigny